# Viernes Santo
El Viernes Santo es una de las conmemoraciones más representativas y profundas del cristianismo, en la que se recuerda la crucifixión y muerte de Jesús de Nazaret en el monte Calvario. Se celebra durante la Semana Santa como parte del Triduo Pascual. También se conoce como Viernes Grande y Viernes Negro.
El Viernes Santo es parte integrante de la Semana Santa y, en concreto, de la celebración del Triduo Pascual, centro de todo el año litúrgico, que conmemora la pasión, muerte y resurrección de Jesús. 
En este día, los fieles de la Iglesia católica guardan ayuno y abstinencia de carne como penitencia. Otros grupos cristianos, como ortodoxos, anglicanos, luteranos, metodistas y ortodoxos orientales, también recuerdan esta fecha.
Los miembros de muchas denominaciones cristianas, como la católica, la ortodoxa bizantina, la luterana, la anglicana, la metodista, las iglesias ortodoxas orientales, la protestante unida y algunas tradiciones reformadas, incluidas algunas iglesias Iglesias reformadas, presbiterianas y congregacionalistas), celebran el Viernes Santo con ayuno y servicio religioso.En muchas iglesias católicas, luteranas, anglicanas y metodistas, la Servicio de la Gran Agonía de las Tres Horas se celebra desde el mediodía hasta las 3 de la tarde, el tiempo de duración que la Biblia registra como oscuridad que cubre la tierra hasta la muerte sacrificial de Jesús en la cruz.  Los comulgantes de la Iglesia morava tienen la tradición del Viernes Santo de limpiar las lápidas de los cementerios moravos.
La fecha del Viernes Santo varía de un año a otro en los calendarios Gregoriano y Juliano. El Oriental y el cristianismo occidental discrepan sobre el cómputo de la fecha de la Pascua y, por tanto, del Viernes Santo. El Viernes Santo es un día festivo ampliamente instituido en todo el mundo, incluso en la mayoría de los países occidentales y en 12 estados de los EE.UU. Algunos países predominantemente cristianos, como Alemania, tienen leyes que prohíben ciertos actos como el baile y las carreras de caballos, en recuerdo del carácter sombrío del Viernes Santo (véase la prohibición de baile).

## Etimología
'Viernes Santo' proviene del sentido 'piadoso, santo' de la palabra "bueno". Ejemplos menos comunes de expresiones basadas en este sentido obsoleto de "bueno" incluyen the good book para la Biblia, good tide para Navidad o Shrovetide, y Miércoles Santo para el miércoles de Semana Santa. Una etimología popular común analiza incorrectamente "Viernes Santo" como una corrupción de "Viernes de Dios" similar a la descripción lingüísticamente correcta de "goodbye" como una contracción de "Que Dios esté contigo". En inglés antiguo, el día se llamaba "Long Friday" langa frigedæg ˈlɑŋɡɑ ˈfriːjedæj, y aún se utilizan equivalentes de este término en las lenguas escandinavas.

### Otras lenguas
En latín, el nombre utilizado por la Iglesia católica hasta 1955 era Feria sexta in Parasceve ("Viernes de Preparación"). En la reforma de la Semana Santa de 1955, pasó a llamarse Feria sexta in Passione et Morte Domini ("Viernes de la Pasión y Muerte del Señor"), y en el nuevo rito introducido en 1970, se acortó a Feria sexta in Passione Domini ("Viernes de la Pasión del Señor").
En neerlandés, el Viernes Santo se conoce como Goede Vrijdag, en frisio como Goedfreed. En los países de habla alemana, generalmente se denomina Karfreitag ("Viernes de luto", con Kar del alto alemán antiguo kara "lamentar", "afligirse"' "llorar", que está relacionado con la palabra inglesa "care" en el sentido de preocupaciones y aflicciones), pero a veces también se llama Stiller Freitag ("Viernes silencioso") y Hoher Freitag ("Viernes alto, Viernes santo"). En las lenguas escandinavas y en finés ("pitkäperjantai"), se denomina el equivalente de "Long Friday" ("Viernes largo"), como se hacía en inglés antiguo ("Langa frigedæg").
En irlandés se conoce como Aoine an Chéasta, "Viernes de Crucifixión", de céas, "sufrir;" de forma similar, es DihAoine na Ceusta en gaélico escocés.  En galés se denomina Dydd Gwener y Groglith, "Lectura del Viernes de la Cruz", en referencia a Y Groglith, un texto medieval galés sobre la Crucifixión de Jesús que tradicionalmente se leía el Viernes Santo. 
En griego, polaco, húngaro, rumano, bretón y armenio se suele denominar como el equivalente a "Gran Viernes" (Μεγάλη Παρασκευή, Wielki Piątek, Nagypéntek, Vinerea Mare, Gwener ar Groaz, Ավագ Ուրբաթ). En serbio, se denomina Велики петак ("Gran viernes") o, más comúnmente, Страсни петак ("Viernes de sufrimiento"). En búlgaro, se denomina Велики петък ("Gran Viernes"), o, más comúnmente, Разпети петък ("Viernes Crucificado"). En francés, italiano, español y portugués se denomina Vendredi saint, Venerdì santo, Viernes Santo y Sexta-Feira Santa ("Viernes Santo"), respectivamente. En árabe y maltés, se conoce como "الجمعة العظيمة" e Il-Ġimgħa l-Kbira ("Gran Viernes") respectivamente. En malayalam, se llama ദുഃഖ വെള്ളി ("Viernes triste").

## Relatos bíblicos

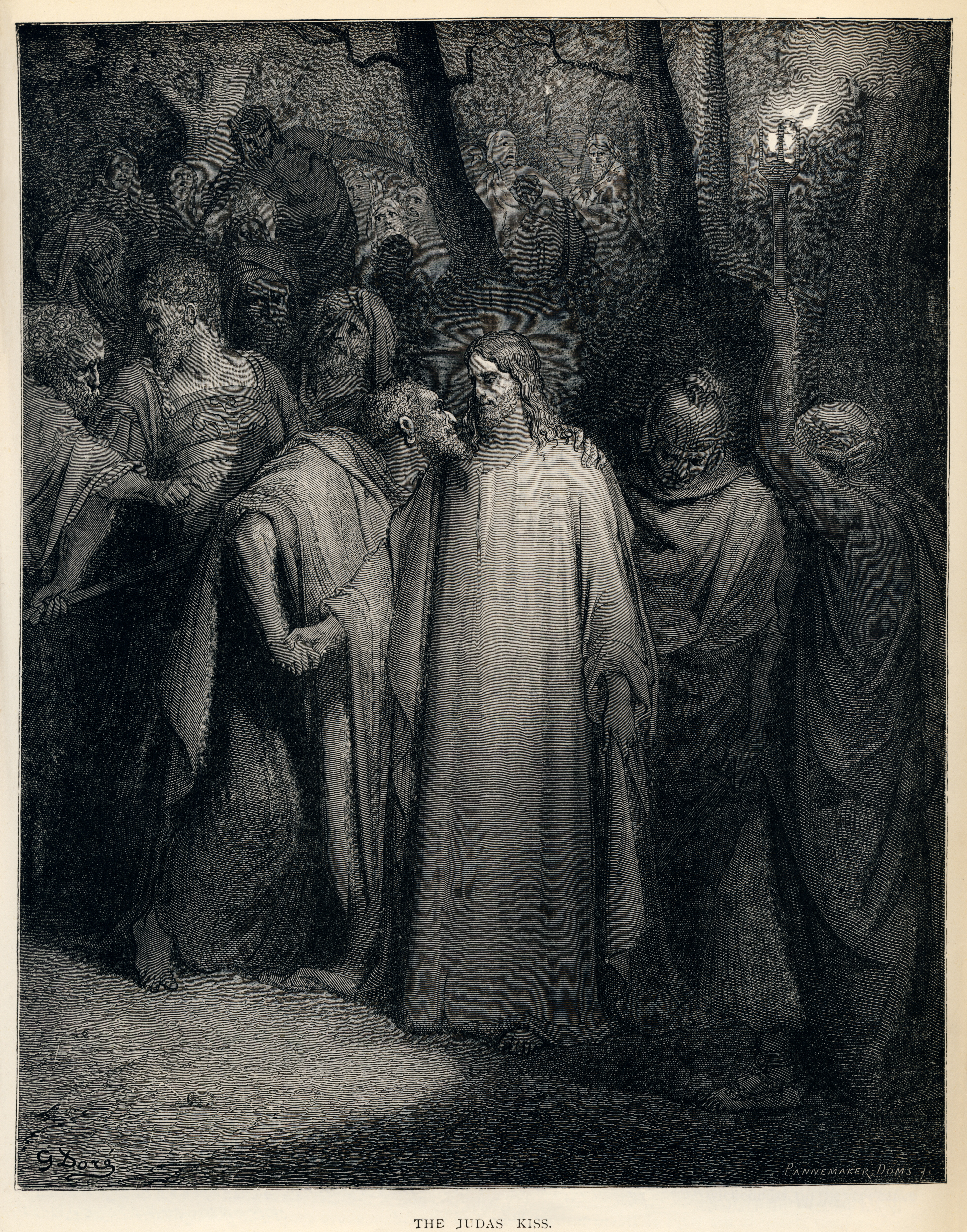
El beso de Judas por Gustave Doré, 1866

Según los relatos de los Evangelios, los soldados reales, guiados por el discípulo de Jesús Judas Iscariote, arrestaron a Jesús en el Huerto de Getsemaní. Judas recibió dinero, 30 monedas de plata, por traicionar a Jesús y dijo a los guardias que a quien besara era a quien debían arrestar. Tras su arresto, Jesús fue llevado a casa de Anás, suegro del sacerdote mayor, Caifás. Allí fue interrogado con escasos resultados y enviado atado al sumo sacerdote Caifás, donde se había reunido el Sanedrín.
Muchos testigos presentaron testimonios contradictorios contra Jesús, a los que éste no respondió nada. Finalmente, el sumo sacerdote conminó a Jesús a responder bajo juramento solemne, diciendo: Te conjuro, por el Dios vivo, a que nos digas, ¿eres tú el Ungido, el Hijo de Dios?. Jesús testificó ambiguamente: Tú lo has dicho, y dentro de un tiempo veréis al Hijo del Hombre sentado a la diestra del Todopoderoso, viniendo sobre las nubes del Cielo. El sumo sacerdote condenó a Jesús por blasfemo, y el Sanedrín concurrió con una sentencia de muerte. Pedro, esperando en el patio, también negó a Jesús tres veces a los que estaban a su alrededor mientras los interrogatorios procedían tal como Jesús había predicho.
Por la mañana, toda la asamblea llevó a Jesús ante el gobernador romano Poncio Pilato bajo los cargos de subvertir a la nación, oponerse a pagar impuestos al César y hacerse rey.  Pilato autorizó a los líderes judíos a juzgar a Jesús según su propia ley y ejecutar la sentencia; sin embargo, los líderes judíos respondieron que los romanos no les permitían ejecutar una sentencia de muerte de cuya respuesta se infiere que estos ya tenían la sentencia antes de juzgarlo.
Pilato interrogó a Jesús y dijo a la asamblea que no había base para sentenciarlo. Al enterarse de que Jesús era de Galilea, Pilato remitió el caso al gobernante de Galilea, Rey Herodes, que se encontraba en Jerusalén para la Fiesta de la Pascua. Herodes interrogó a Jesús pero no recibió respuesta; Herodes envió a Jesús de vuelta a Pilato. Pilato dijo a la asamblea que ni él ni Herodes encontraban culpable a Jesús; Pilato resolvió que Jesús fuera azotado y puesto en libertad. Bajo la dirección de los jefes de los sacerdotes, la multitud pidió a Barrabás, que había sido encarcelado por cometer asesinato durante una insurrección. Pilato les preguntó qué querían que hicieran con Jesús, y ellos exigieron: Crucifícalo. La esposa de Pilato había visto a Jesús en un sueño ese mismo día, y le advirtió a Pilato que «no tuviera nada que ver con este hombre justo». Pilato hizo que Jesús fuera flagelado y luego lo sacó a la multitud para liberarlo. Los sumos sacerdotes informaron a Pilato de una nueva acusación, exigiendo que Jesús fuera condenado a muerte porque decía ser hijo de Dios. Esta posibilidad llenó de temor a Pilato, quien llevó a Jesús de vuelta al interior del palacio y exigió saber de dónde venía.

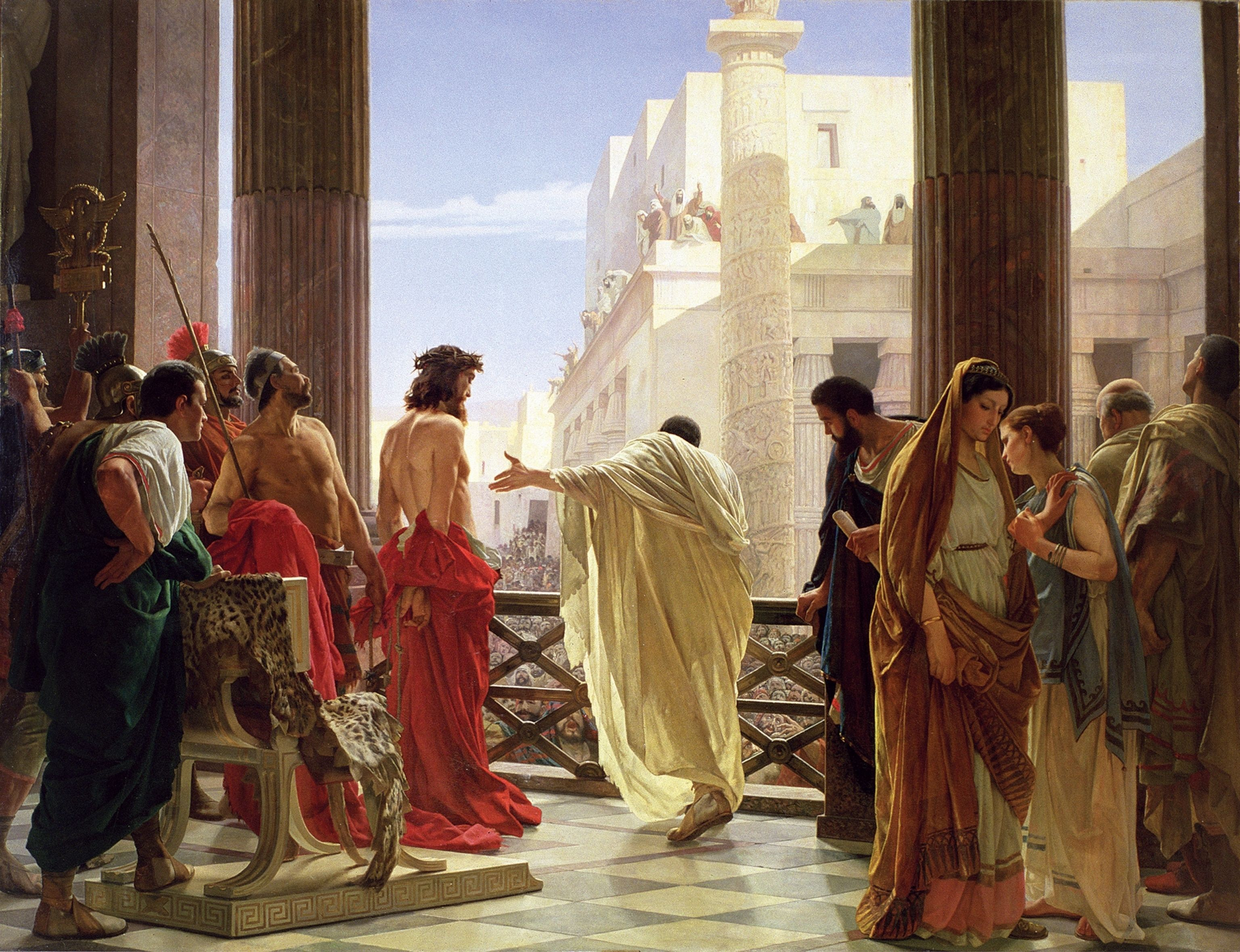
Representación de Antonio Ciseri del Ecce Homo con Jesús y Poncio Pilato, siglo XIX

Presentándose por última vez ante la multitud, Pilato declaró inocente a Jesús y se lavó las manos con agua para demostrar que no había participado en la condena. No obstante, Pilato entregó a Jesús para que fuera crucificado con el fin de evitar un motín. La sentencia escrita fue «Jesús de Nazaret, Rey de los judíos». Jesús cargó con su cruz hasta el lugar de la ejecución, ayudado en parte por Simón de Cirene, llamado "lugar de la Calavera", o "Gólgota" en hebreo y en latín "Calvario". Allí fue crucificado junto con dos criminales.
Jesús agonizó en la cruz durante seis horas. Durante sus últimas tres horas en la cruz, desde el mediodía hasta las tres de la tarde, la  oscuridad cayó sobre toda la tierra.  En los evangelios de Mateo y Marcos, se dice que Jesús dijo desde la cruz, citando el mesiánico Salmo 22: Dios mío, Dios mío, ¿por qué me has abandonado?.
Con un fuerte grito, Jesús entregó su espíritu. Hubo un terremoto, las tumbas se abrieron y la cortina del Templo se rasgó de arriba abajo. El centurión de guardia en el lugar de la crucifixión declaró: ¡Verdaderamente éste era el Hijo de Dios!.
José de Arimatea, miembro del Sanedrín y seguidor secreto de Jesús, que no había consentido su condena, fue a Pilato a pedir el cuerpo de Jesús. Otro seguidor secreto de Jesús y miembro del Sanedrín llamado Nicodemo trajo una mezcla de especias de cien libras de peso y ayudó a envolver el cuerpo de Jesús.  Pilato pidió confirmación al centurión de si Jesús estaba muerto.  Un soldado atravesó el costado de Jesús con una lanza haciendo que brotara sangre y agua, y el centurión informó a Pilato que Jesús estaba muerto.
José de Arimatea tomó el cuerpo de Jesús, lo envolvió en un sudario de lino limpio, y lo colocó en su propia tumba nueva que había sido tallada en la roca en un jardín cerca del lugar de la crucifixión. Nicodemo también trajo 75 libras de mirra y aloe, y las colocó en el lienzo con el cuerpo, de acuerdo con las costumbres funerarias judías.  Hicieron rodar una gran roca sobre la entrada de la tumba. Luego volvieron a casa y descansaron, porque el Shabbat había comenzado al atardecer.

## Iglesia católica

### Día de ayuno

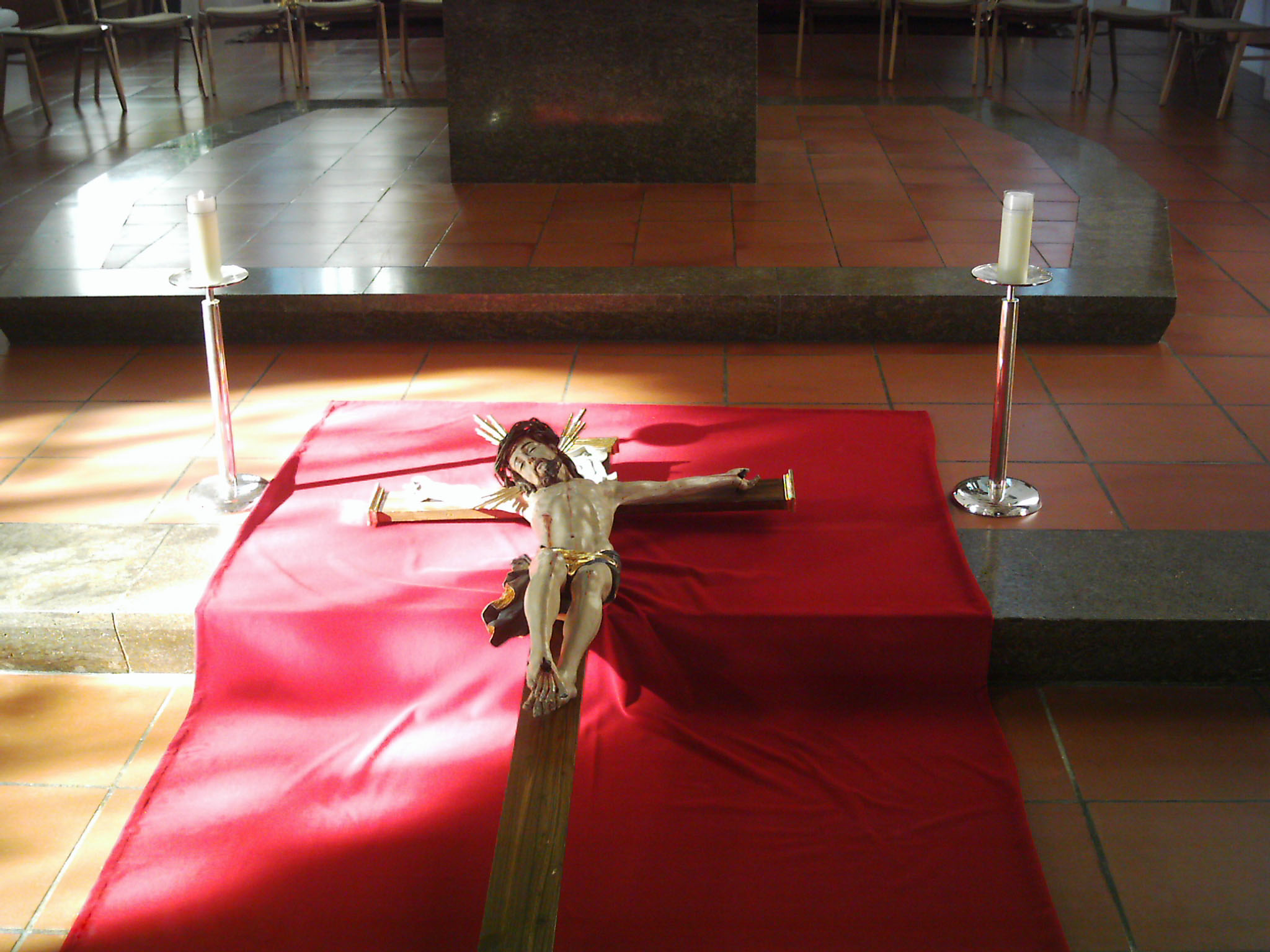
Crucifijo preparado para la veneración

La Iglesia católica considera el Viernes Santo y el Sábado Santo como el ayuno pascual, de acuerdo con el artículo 110 de Sacrosanctum Concilium. En la Iglesia latina, se entiende por día de ayuno una sola comida completa y dos colaciones (una comida más pequeña, las dos juntas no equivalen a la comida completa) - aunque esto puede ser observado con menos rigor el Sábado Santo que el Viernes Santo.

### Servicios del día
En el Rito Romano no se celebra Misa entre la Misa de la Cena del Señor del Jueves Santo por la noche y la Vigilia Pascual, a menos que el Vaticano o el Obispo local concedan una exención especial para raras ocasiones solemnes o graves. Los únicos sacramentos que se celebran durante este tiempo son el Bautismo (para los que están en peligro de muerte), la Penitencia y la Unción de los enfermos. Mientras no hay celebración de la Eucaristía, ésta se distribuye a los fieles sólo en la Celebración de la Pasión del Señor, pero también puede llevarse a cualquier hora a los enfermos que no puedan asistir a esta celebración.
La Celebración de la Pasión del Señor tiene lugar por la tarde, idealmente a las tres; sin embargo, por razones pastorales (especialmente en los países donde el Viernes Santo no es festivo), se permite celebrar la liturgia antes, incluso poco después del mediodía, o a una hora más tardía. La celebración consta de tres partes: la liturgia de la palabra, la adoración de la cruz y la sagrada comunión. El altar está desnudo, sin cruz, candelabros ni mantel del altar. También es costumbre vaciar el agua bendita fondo de agua. fontos en preparación de la bendición del agua en la Vigilia Pascual. Tradicionalmente, no se tocan las campanas el Viernes Santo ni el Sábado Santo hasta la Vigilia Pascual. 
El color litúrgico de los ornamentos utilizados es el rojo. Antes de 1970, los ornamentos eran negros, excepto en la parte del rito correspondiente a la Comunión, en la que se utilizaba el violeta. Si un obispo o abad celebra, lleva una mitra lisa (mitra simplex). Antes de las reformas de las liturgias de Semana Santa en 1955, se usaba el negro en todas partes.
Las Vísperas del Viernes Santo sólo las rezan quienes no pudieron asistir a la Celebración de la Pasión del Señor.

### Liturgia
La liturgia del Viernes Santo consta de tres partes: la Liturgia de la Palabra, la Adoración de la Cruz y Sagrada Comunión.
En la Iglesia católica, ni este día ni el siguiente se celebra ningún sacramento, excepto el de la penitencia y la unción de enfermos. El Viernes Santo, por tanto, no se celebra la eucaristía. El principal acto litúrgico es la llamada "celebración de la Pasión del Señor", que tiene lugar después del mediodía, cerca de las 15:00, hora en la que tradicionalmente se ha situado la muerte de Jesús en la cruz. La celebración consta de tres partes: liturgia de la Palabra, adoración de la Cruz y sagrada comunión.
Antes de iniciar la celebración, el primer día del templo se presenta con las luces apagadas; de no ser posible, a media luz. El altar y los laterales se encuentran sin manteles ni adornos, mientras que a un costado de aquel ha de disponerse un pedestal para colocar en él la santa cruz, que será ofrecida a veneración.
El comienzo de esta celebración es en silencio. Los Obispos y Los presbíteros se postran frente al altar, con el rostro en tierra, recordando la agonía de Jesús. Los diáconos, los ministros y los fieles se arrodillan en silencio unos instantes. El sacerdote, ya puesto de pie, se dirige a la sede donde reza una oración (a modo de oración colecta).
En seguida, estando los fieles sentados, se inicia la Liturgia de la Palabra: se proclaman dos lecturas, la primera del profeta Isaías (el siervo sufriente) y la segunda de la Carta a los Hebreos, intercaladas por un salmo ("Padre, en tus manos encomiendo mi espíritu"). Después de la segunda lectura, sin aclamación, se proclama el relato completo de la "Pasión según san Juan". En su lectura pueden participar varias personas, en cuyo caso lee los papeles de Jesús el obispo el sacerdote o el diacono, el cronista una persona y el Sanedrín (las personas que aparecen en el relato) otra, mientras un seglar informa de lo que se va a ir realizando a lo largo de esta celebración, al igual que en el día anterior. La homilía es algo más breve de lo habitual debido a lo extenso del Evangelio.
- La Liturgia de la Palabra consiste en que el clero y los ministros asistentes entran en completo silencio, sin ningún canto. A continuación, hacen en silencio una prosternación completa. Esto significa el abajamiento (la caída) de los seres humanos (terrenales).[64] También simboliza la pena y el dolor de la Iglesia.[65] Luego sigue la oración  colecta, y la lectura o canto de Isaías 52:13-53:12, Hebreos 4:14-16, Hebreos 5:7-9, y el relato de la Pasión del Evangelio de Juan, tradicionalmente dividido entre tres diáconos,[66] aunque normalmente es leído por el celebrante y otros dos lectores. En la forma más antigua de la Misa, conocida como Misa Tridentina, las lecturas del Viernes Santo están tomadas de Éxodo 12:1-11 y del Evangelio según San Juan (Juan 18:1-40); (Juan 19:1-42).

La Liturgia de la Palabra finaliza con la "Oración universal", hecha de manera solemne. Se ora por la Iglesia, por el papa, por todos los ministerios (obispos, presbíteros y diáconos), por los fieles, por los catecúmenos, por la unidad de los cristianos, por los judíos, por los que no creen en Cristo, por los que no creen en Dios, por los gobernantes y por los atribulados.
Después tiene lugar la adoración del Árbol de la Cruz, en la cual se descubre en tres etapas el crucifijo para la adoración por todos. El sacerdote celebrante va a los pies de la iglesia junto con dos personas (diáconos o monaguillos normalmente) que portan unos cirios, va avanzando con la cruz tapada con una tela oscura o roja y la va destapando mientras canta en cada etapa la siguiente aclamación: "Mirad el árbol de la cruz, donde estuvo clavada la Salvación del Mundo", respondiendo los fieles y el coro "Venid a adorarlo", de modo que al llegar al Altar queda totalmente descubierta.

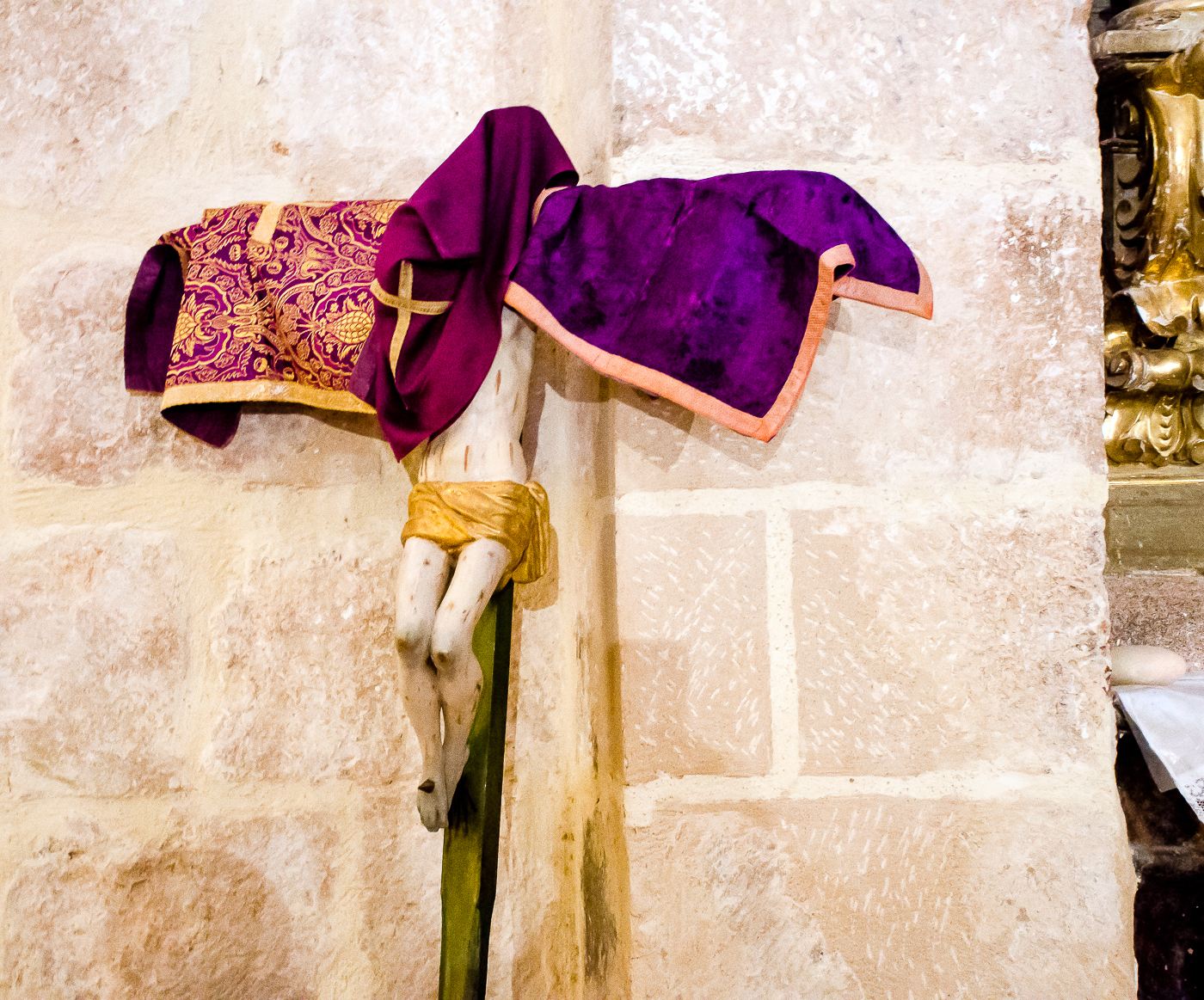
Cristo crucificado de Sandoval de la Reina, dispuesto para los oficios de Viernes Santo.

A continuación los sacerdotes besan la cruz y después todos los fieles. Mientras, se suele cantar alguna canción, la única en toda la celebración. Las que están mandadas en el Misal Romano son tres, que se cantan a continuación una de otra: Los "Improperios" o reproches de Jesús al pueblo, el "Crux fidelis" ("Oh Cruz fiel", alabanzas a la cruz de Cristo), y el "Pange lingua" (no el himno eucarístico, "Pange, lingua, gloriosi Corporis mysterium", que se canta durante el traslado del Santísimo Sacramento al Monumento el día anterior, sino un canto sobre la Pasión, "Pange, lingua, gloriosi proelium certaminis").
Terminada esta parte, se coloca un mantel en el altar y el celebrante invita a los fieles a rezar el Padre Nuestro como de costumbre. Se omite el saludo de la paz y, después de rezar el Cordero de Dios, se procede a distribuir la comunión a los fieles con las Sagradas Formas reservadas en el monumento el día anterior, o sea, el Jueves Santo. La celebración culmina sin impartirse la bendición, al igual que en el día anterior, ya que la celebración culminará con la Vigilia Pascual, y se invita a esperar junto a María la llegada de la Resurrección del Señor; pero, mientras tanto, se produce un profundo silencio y meditación sobre la muerte del Señor. 
Antes de las reformas de Semana Santa del Papa Pío XII en 1955, solo el sacerdote recibía la comunión en la que se llamaba la Misa de los Presantificados, que incluía las oraciones habituales del ofertorio, con la colocación del vino en el cáliz, pero que omitía el canon de la misa. A continuación los sacerdotes, los diáconos y los ministros se marchan en silencio a la sacristía. En esta acción litúrgica se recoge una colecta destinada a financiar el mantenimiento de los Santos Lugares donde vivió Jesucristo. Los encargados de mantener estos lugares son los Franciscanos Custodios de Tierra Santa.
Es costumbre también que todas las limosnas recogidas en las iglesias católicas del mundo en este día se donen a la Custodia de Tierra Santa para el sostenimiento de los Santos Lugares.

### Prácticas devocionales
Junto a las celebraciones que tienen lugar en los templos, en muchos lugares se conmemora el Viernes Santo con el rezo del Vía Crucis (literalmente, el camino de la cruz), donde a través de catorce estaciones se rememoran los pasos de Jesús camino a su muerte. Este suele realizarse en el templo (si hay representaciones pictóricas o relieves de las estaciones) o por las calles en torno al mismo. En algunos lugares existe la costumbre de que algunos fieles, debidamente caracterizados, dramaticen las distintas estaciones.
También es costumbre en algunos lugares la meditación de las Siete Palabras que Jesús pronunció en la cruz. 
En muchos lugares, por la mañana del Viernes Santo, al igual que el día siguiente, suelen predicarse retiros espirituales y se dispone de sacerdotes atendiendo confesiones.
El Viernes Santo y el Sábado Santo (antes de la Vigilia de la Resurrección) son los únicos días del calendario litúrgico católico donde no se celebra la Misa, como luto por la muerte del Señor. Las campanas permanecen mudas; en algunos lugares se sustituyen por matracas de madera. Tampoco el órgano suena, excepto para marcar el tono, y se evita el canto polifónico.
Es generalizada la salida de procesiones en España, especialmente en Sevilla y Granada.

### Indulgencia
En la Iglesia Católica Romana, la indulgencia plenaria se obtiene si el fiel venera la cruz con piedad en la solemne celebración de la Pasión del Señor el Viernes Santo.

### Estaciones del Vía Crucis
.
.

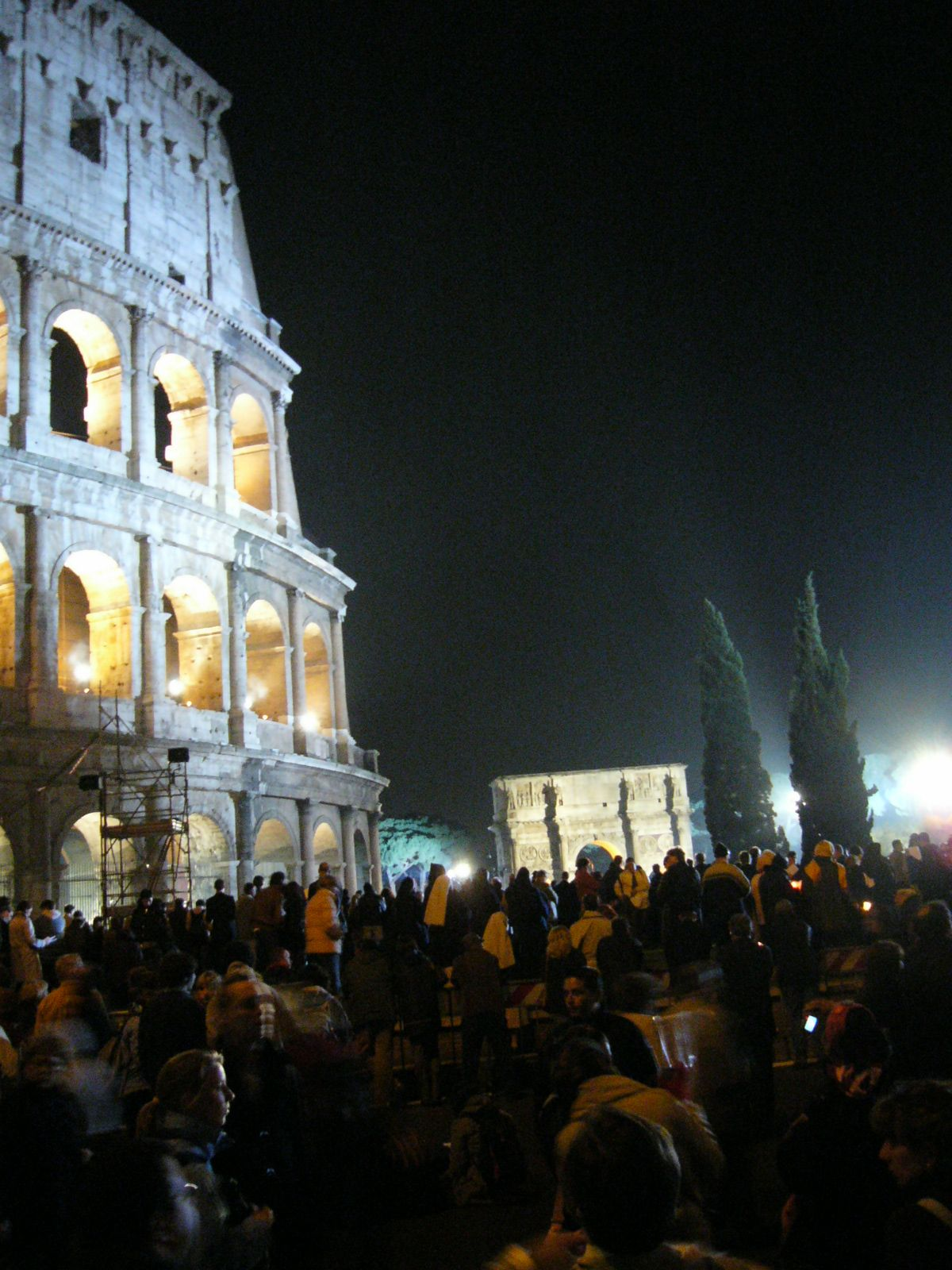
El Vía Crucis, celebrado en el Coliseo de Roma el Viernes Santo

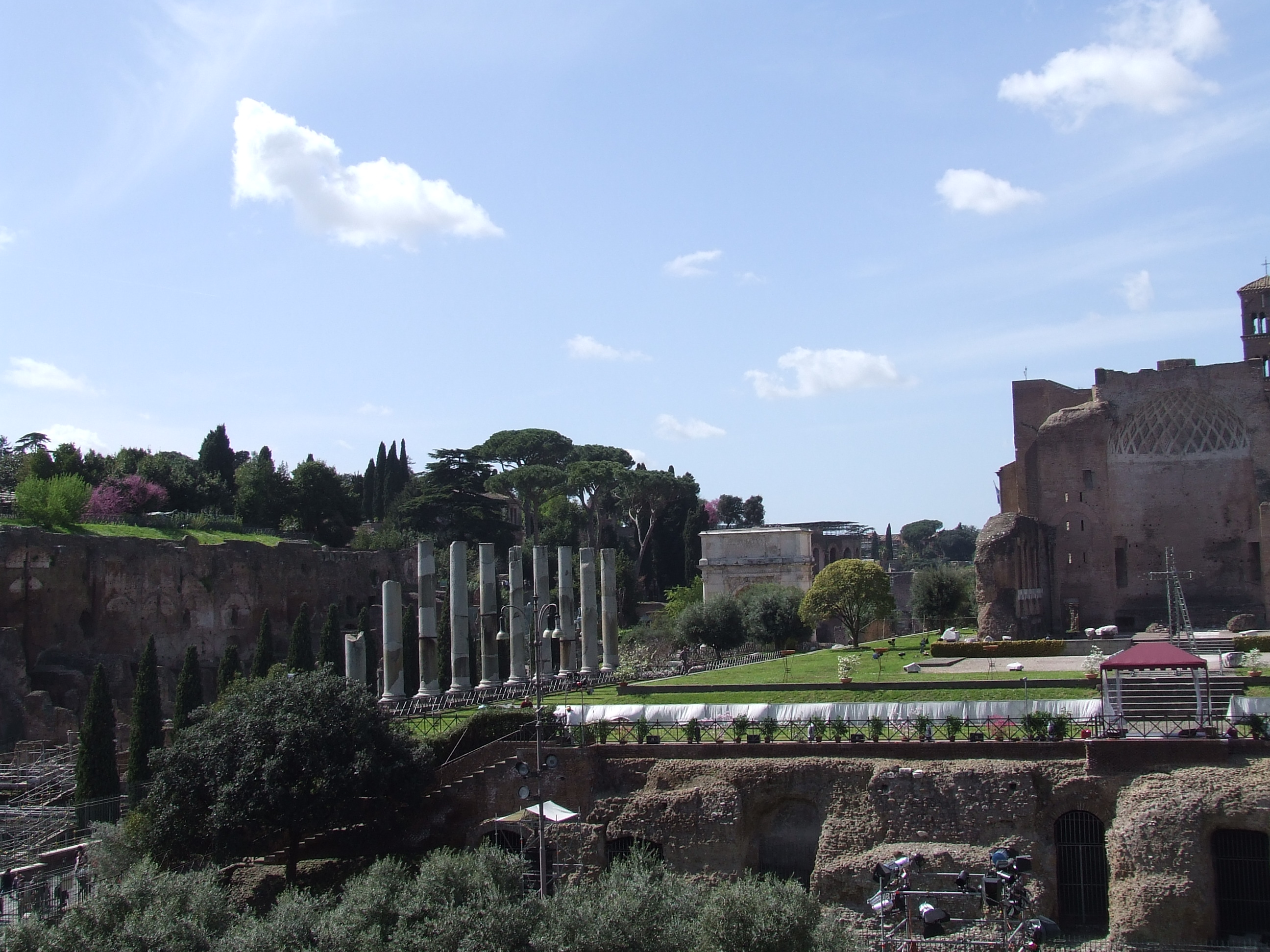
Marquesina erigida en el "Templo de Venus y Roma" durante la ceremonia del "Vía Crucis" en Roma

Además del servicio litúrgico prescrito, a menudo se reza el Vía Crucis en la iglesia o fuera de ella, y puede celebrarse un servicio de oración desde el mediodía hasta las 15.00 horas, conocido como la Agonía de las Tres Horas. En países como Malta, Italia, Filipinas, Puerto Rico y España se celebran procesiones con estatuas que representan la Pasión de Cristo.
En Roma, desde el papado de Juan Pablo II, las alturas del Templo de Venus y Roma y su posición frente a la entrada principal del Coliseo se han utilizado con buenos resultados como plataforma de megafonía. Esto puede apreciarse en la fotografía inferior, donde se ha erigido un dosel rojo para cobijar al Papa, así como una cruz iluminada, con motivo de la ceremonia del Vía Crucis. El Papa, personalmente o a través de un representante, dirige a los fieles a través de meditaciones sobre las estaciones del vía crucis mientras una cruz es llevada desde allí hasta el Coliseo.

### La agonía de tres horas
La Devoción de las Tres Horas basada en las Siete últimas palabras desde la cruz comienza a mediodía y termina a las 15:00, la hora en que la tradición cristiana enseña que Jesús murió en la cruz.

### Novena a la Divina Misericordia
La Novena a la Divina Misericordia comienza ese día y dura hasta el sábado anterior al Fiesta de la Misericordia. Ambas fiestas están estrictamente relacionadas, ya que la misericordia de Dios brota del Corazón de Jesús que fue traspasado en la Cruz.

### Fechas del Viernes Santo
El Viernes Santo es una fiesta movible, cuya fecha de celebración varía cada año según el Computus, en relación con la coincidencia de la Semana Santa en la primera luna llena posterior al equinoccio de primavera en el hemisferio norte. La fecha más temprana es el 20 de marzo y la más tardía es el 23 de abril.
Según varios exégetas, la fecha del primer Viernes Santo fue el 14 de Nisán del calendario judío, que correspondería al  día 7 de abril del calendario cristiano. En la primera mitad de siglo XXI este hecho de coincidir Viernes Santo con el día 7 de abril se da en los años 2023, 2034 y 2045.

## Iglesia ortodoxa

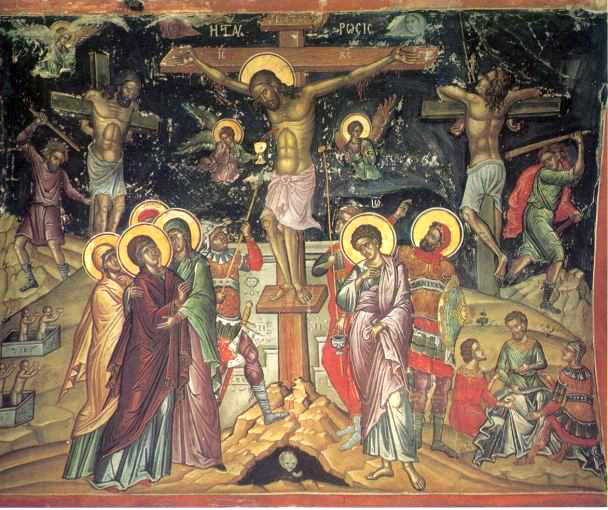
Icono de la Crucifixión,, de Teófanes de Creta (monasterio de Stavronikita, Monte Athos)

Las Iglesia ortodoxa conmemora esta fecha con el nombre de Santo y Gran Viernes. Al igual que la Iglesia católica, los ortodoxos dejan de celebrar la misa en este día; cuando la fecha coincide con la de la Anunciación de la Virgen (25 de marzo), la Anunciación pasa a celebrarse el segundo lunes de Pascua). Las vestiduras de los patriarcas y de los demás religiosos son de color negro durante esta fecha y el Sábado Santo.
Los cristianos bizantinos (cristianos orientales que siguen el Rito bizantino: Iglesia ortodoxa y Greco-católicos) llaman a este día "Viernes Santo y Grande", o simplemente "Viernes Grande". Debido a que en este día se recuerda el sacrificio de Jesús a través de su crucifixión, la Divina Liturgia, el sacrificio del pan y el vino, nunca se celebra el Viernes Santo, excepto cuando este día coincide con la Gran Fiesta de la Anunciación, que cae en la fecha fija del 25 de marzo para las iglesias que siguen el Calendario Juliano tradicional, el 25 de marzo cae actualmente en el 7 de abril del Calendario Gregoriano moderno. También el Gran Viernes, el clero ya no viste el púrpura o el rojo que es habitual durante toda la Gran Cuaresma, En su lugar se ponen vestiduras negras. No hay "despojo del altar" el Jueves Santo y Grande como en Occidente; en su lugar, todas las cortinas de la iglesia se cambian a negro, y permanecerán así hasta la Divina Liturgia del Sábado Santo.
Los fieles rememoran los acontecimientos del día mediante la lectura pública de determinados Salmos y Evangelios, y el canto de himnos sobre la muerte de Cristo. La rica imaginería visual y el simbolismo, así como la conmovedora himnodia, son elementos notables de estas celebraciones. En la Iglesia ortodoxa, los acontecimientos de la Semana Santa no son simplemente una conmemoración anual de hechos pasados, sino que los fieles participan realmente en la muerte y resurrección de Jesús.
Cada hora de este día es el nuevo sufrimiento y el nuevo esfuerzo del sufrimiento expiatorio del Salvador. Y el eco de este sufrimiento se escucha ya en cada palabra de nuestro culto, único e incomparable tanto en la fuerza de la ternura y del sentimiento como en la profundidad de la compasión sin límites por el sufrimiento del Salvador. La Santa Iglesia abre ante los ojos de los creyentes un cuadro completo del sufrimiento redentor del Señor, comenzando por el sudor sangriento en el huerto de Getsemaní hasta la crucifixión en el Gólgota. Llevándonos a través de los siglos pasados en el pensamiento, la Santa Iglesia nos lleva al pie de la cruz de Cristo erigida en el Gólgota y nos hace presentes entre los espectadores temblorosos de todas las torturas del Salvador.

El Viernes Santo se observa como un estricto ayuno, también llamado Ayuno Negro, y se espera que los cristianos bizantinos adultos se abstengan de toda comida y bebida durante todo el día en la medida en que su salud lo permita. "En este día Santo no se ofrece comida ni se come en este día de la crucifixión. Si alguien no puede o se ha hecho muy viejo [o es] incapaz de ayunar, se le puede dar pan y agua después de la puesta del sol. De esta manera llegamos al santo mandamiento de los Santos Apóstoles de no comer el Viernes Santo."

### Maitines del Viernes Santo y Grande
La observancia cristiana bizantina del Viernes Santo y Magno, que se conoce formalmente como La Orden de la Santa y Salvadora Pasión de Nuestro Señor Jesucristo, comienza el jueves por la noche con los Maitines de los Doce Evangelios de la Pasión. A lo largo de este servicio de Maitines hay doce lecturas de los cuatro Evangelios que narran los acontecimientos de la Pasión desde la Última Cena hasta la Crucifixión y el Entierro de Jesús. Algunas iglesias tienen un candelabro con doce velas, y después de cada lectura del Evangelio se apaga una de las velas.

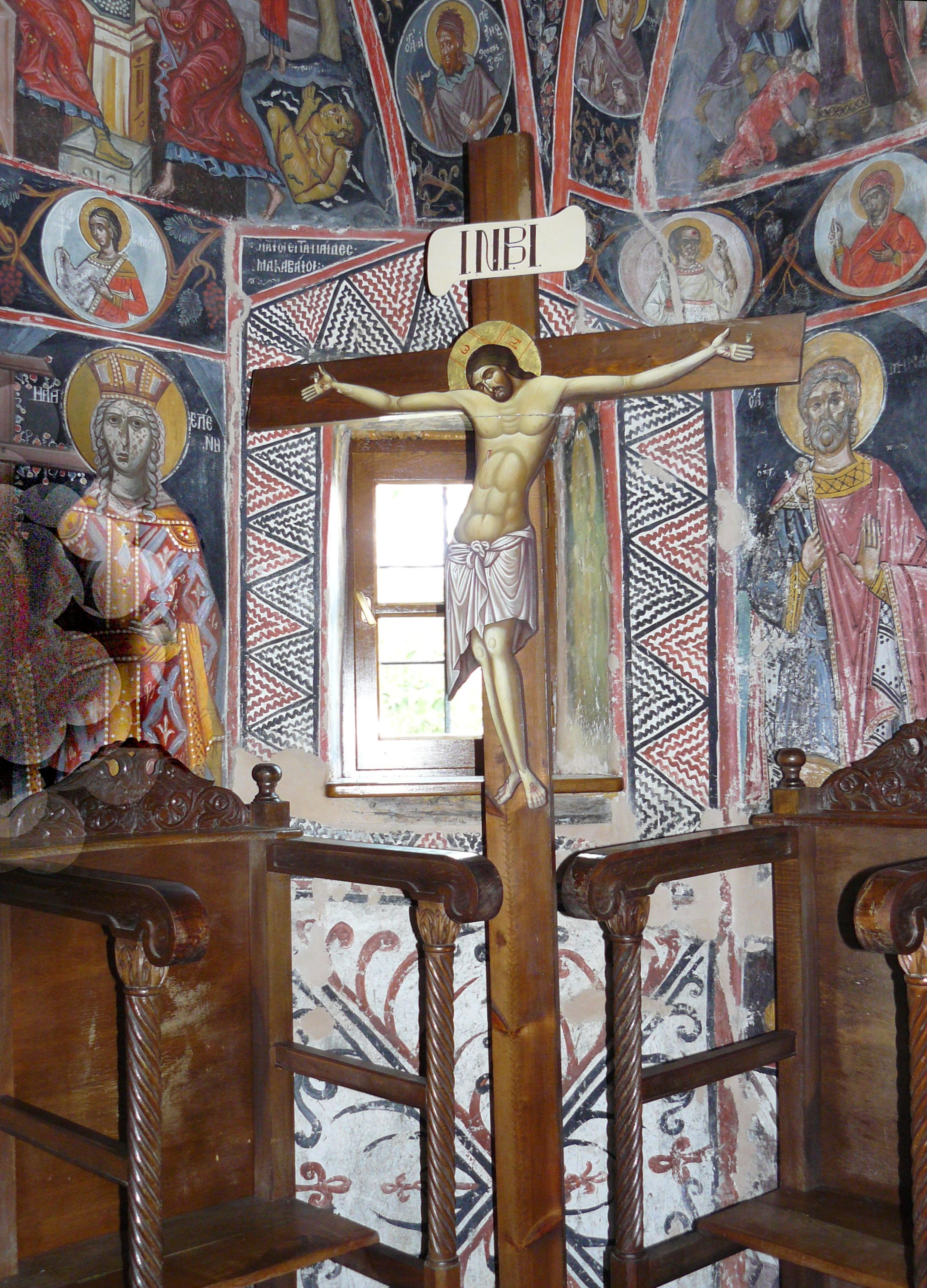
Cruz de Viernes Santo del Catholicon en el Monasterio de la Santísima Trinidad, Meteora, Grecia

La primera de estas doce lecturas es la lectura más larga del Evangelio del año litúrgico, y es una concatenación de los cuatro Evangelios. Justo antes de la lectura del sexto Evangelio, que narra el momento en que Jesús es clavado en la cruz, el sacerdote saca del santuario una gran cruz, acompañada de incienso y velas, y la coloca en el centro de la nave, donde se reúne la congregación, Σημερον Κρεμαται Επί Ξύλου (Sēmeron Kremātai Epí Xýlou): 
Hoy Aquel que colgó la tierra sobre las aguas está colgado en la Cruz (tres veces).
El que es Rey de los ángeles está ataviado con una corona de espinas.
El que envuelve los Cielos en nubes está envuelto en la púrpura de la burla. 
El que en el Jordán liberó a Adán recibe golpes en el rostro.
El Esposo de la Iglesia está atravesado por clavos. 
El Hijo de la Virgen es atravesado por una lanza.
Veneramos Tu Pasión, oh Cristo (tres veces).
Muéstranos también Tu gloriosa Resurrección..

Las lecturas son:
1. Juan 13:31-18:1 - El último sermón de Cristo, Jesús reza por los apóstoles.
2. Juan 18:1-28 - La agonía en el huerto, la burla y negación de Cristo.
3. Mateo 26:57-75 - La burlas a Jesús, Pedro niega a Cristo.
4. Juan 18:28-19:16 - Pilato interroga a Jesús; Jesús es condenado; Jesús es escarnecido por los romanos.
5. Mateo 27:3-32 - Judas se ahorca; Jesús es condenado; los romanos se burlan de Jesús; Simón de Cirene es obligado a llevar la cruz.
6. Marcos 15:16-32 - Jesús muere.
7. Mateo 27:33-54 - Jesús muere.
8. Lucas 23:32-49 - Jesús muere.
9. Juan 19:25-37 - Jesús muere.
10. Marcos 15:43-47 - José de Arimatea entierra a Cristo.
11. Juan 19:38-42 - José de Arimatea entierra a Cristo.
12. Mateo 27:62-66 - Los judíos montan guardia.

Durante el oficio, todos se acercan a besar los pies de Cristo en la cruz. Después del Canon, un breve y conmovedor himno, El buen ladrón es cantado por los cantores que se sitúan al pie de la cruz en el centro de la nave. El servicio no termina con la  Hora de prima, como es habitual, sino con una despedida especial del sacerdote:
Que Cristo, nuestro verdadero Dios, que por la salvación del mundo soportó los escupitajos, los azotes, los golpes, la cruz y la muerte, por intercesión de su Madre purísima, de nuestros santos y Padres portadores de Dios y de todos los santoss, tenga piedad de nosotros y nos salve, porque Él es bueno y el Amante de la humanidad.
.

### Horas Reales

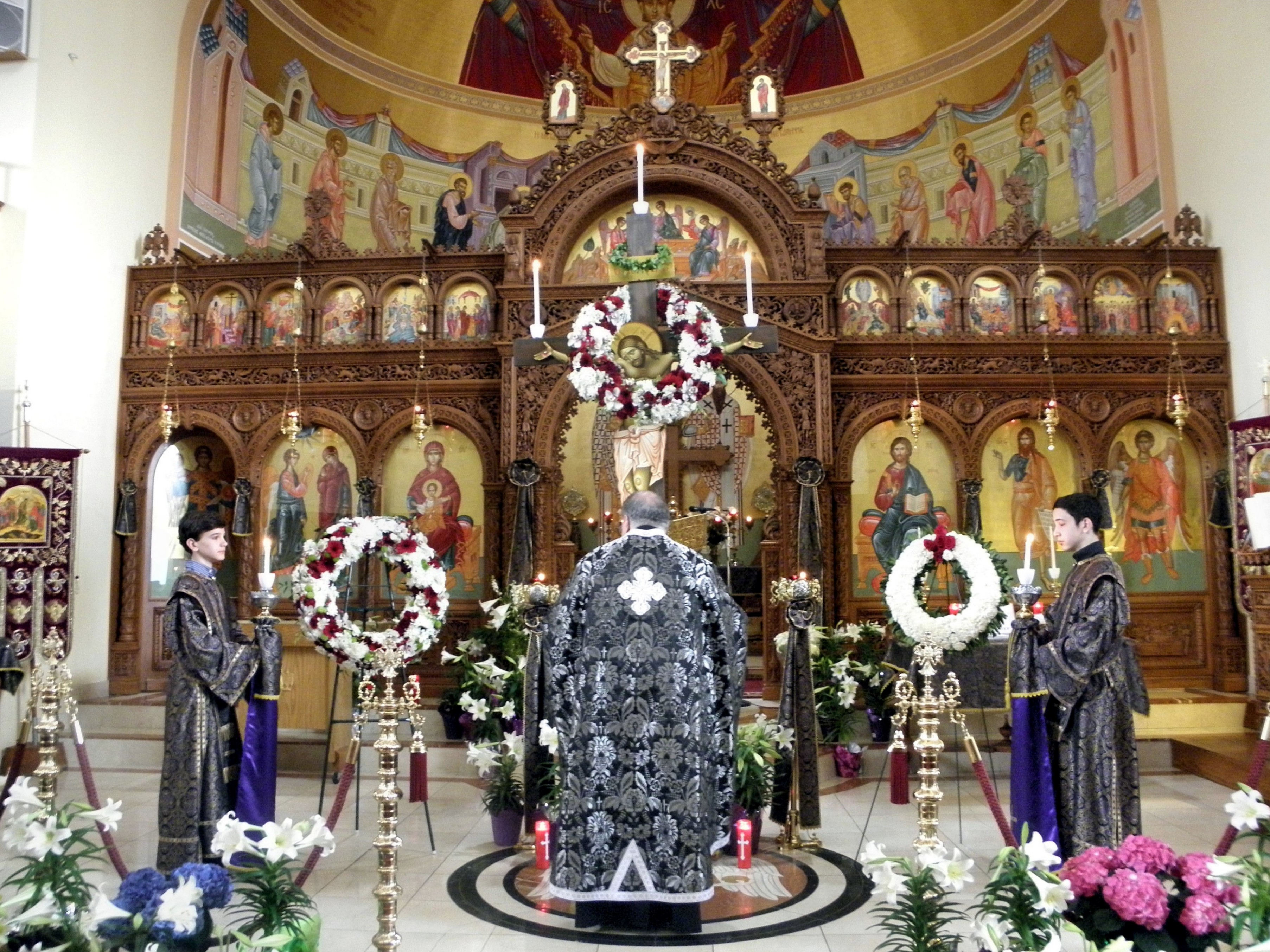
Vigilia durante el Servicio de las Horas Reales

Al día siguiente, en la mañana del viernes, todos se reúnen de nuevo para rezar las Horas Reales, una celebración especial ampliada de las Horas intermedias que incluyen la Hora prima o Laudes, Tercia, Sexta, Nona y Típica, con la adición de lecturas bíblicas (Antiguo Testamento, Epístola y Evangelio) e himnos sobre la Crucifixión en cada una de las Horas (se repite parte del material de la noche anterior). Esta tiene un carácter algo más festivo, y deriva su nombre de "Real" tanto del hecho de que las Horas se sirven con más solemnidad de lo normal, conmemorando a Cristo Rey que se humilló por la salvación de la humanidad, como del hecho de que a este servicio asistían en el pasado el Emperador y su corte.

### Vísperas del Viernes Santo y Magno
.

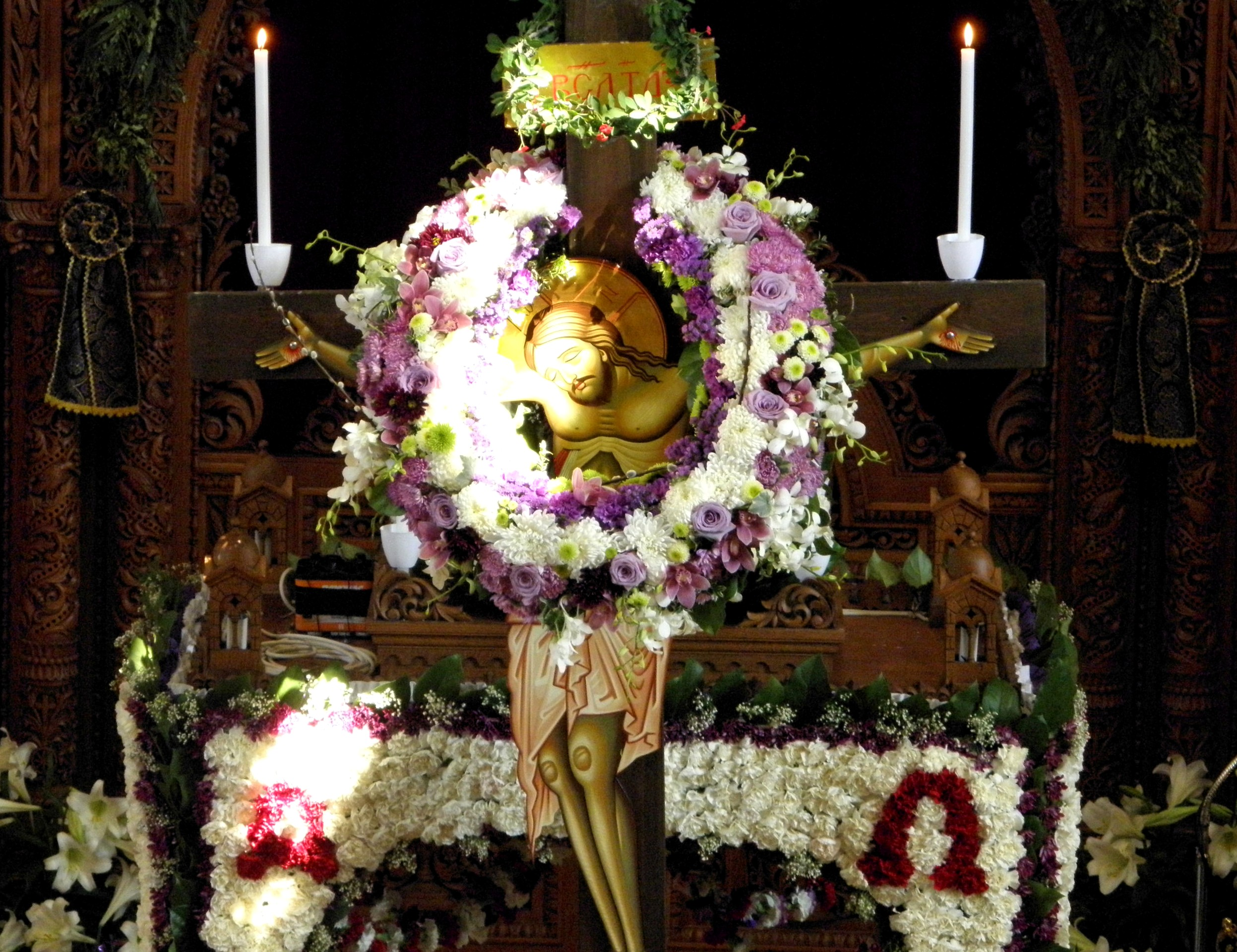
Cristo crucificado, justo antes de la Descendimiento de Jesús y la colocación del Epitafios en el Sepulcro

Por la tarde, en torno a las 15 horas, todos se reúnen para las Vísperas del Descendimiento de la Cruz, que conmemora el Descendimiento de Jesús. Tras el Salmo 103 (104) y la Gran Letanía, se canta 'Señor, te llamo' sin lectura del Salterio. Las cinco primeras estíceras (la primera se repite) están tomadas de la Aposticha de Maitines de la noche anterior, pero las 3 últimas de las 5 se cantan en el tono 2. Tres estíceras más en el tono 3 se cantan en el tono 3. Tres stichera más en el Tono 6 conducen a la Entrada. El Prokimenon vespertino está tomado del Salmo 21 (22): "Se repartieron mis vestidos y echaron suertes sobre mi vestidura".
Luego hay cuatro lecturas, con Prokimena antes de la segunda y la cuarta:
- Éxodo 33:11-23 - Dios muestra a Moisés su gloria.
- El segundo Prokimenon es del Salmo 34 (35): 'Juzga, Señor, a los que me agravian; lucha contra los que me combaten'.
- Job 42:12-20 - Dios restaura la riqueza de Job (nótese que los versículos 18-20 sólo se encuentran en la Septuaginta)
- Isaías 52:13-54:1 - La cuarta Canción del Siervo Sufriente.
- El tercer Prokimenon es del Salmo 87 (88): 'Me pusieron en el pozo más bajo: en lugares oscuros y en la sombra de la muerte'.
- 1 Corintios 1:18-2:2 - San Pablo sitúa a Cristo crucificado como centro de la vida cristiana.

A continuación se canta un Aleluya, con versos del Salmo 68 (69): Sálvame, Dios mío, que las aguas llegan hasta mi alma".
La lectura del Evangelio es una composición tomada de tres de los cuatro Evangelios (Mateo 27:1-38; Lucas 23:39-43; Mateo 27:39-54; Juan 19:31-37; Mateo 27:55-61), esencialmente la historia de la Crucifixión como aparece según San Mateo, intercalada con el relato de San Lucas de la confesión del Buen Ladrón y el relato de San Juan de la sangre y el agua que fluyen del costado de Jesús. Durante el Evangelio, el cuerpo de Cristo (el soma) se retira de la cruz y, como las palabras en la lectura del Evangelio mencionan a José de Arimatea, se envuelve en un sudario de lino y se lleva al altar en el santuario.

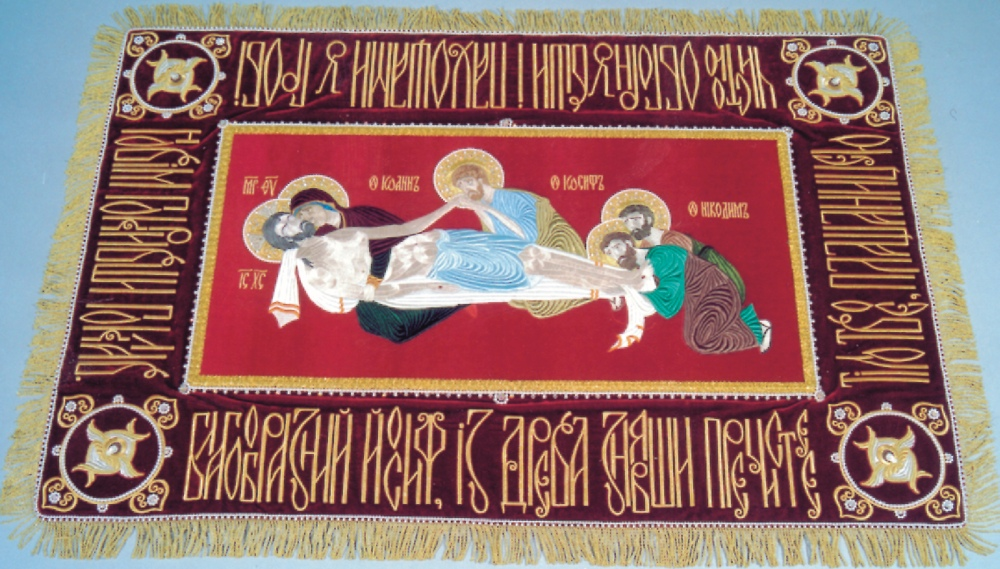
El epitaphios ("sábana de enrollamiento"), que representa la preparación del cuerpo de Jesús para el entierro

. La Aposticha reflexiona sobre la sepultura de Cristo. En este punto (en el uso griego) o durante el troparion siguiente (en el uso eslavo):

Noble José, bajando Tu purísimo cuerpo del Árbol, lo envolvió en lino puro y especias, y lo depositó en un sepulcro nuevo. 

un epitaphios o "sábana de enrollar" (una tela bordada con la imagen de Cristo preparada para el entierro) se lleva en procesión a una mesa baja en la nave que representa la Tumba de Cristo; a menudo se decora con abundancia de flores. El propio epitafio representa el cuerpo de Jesús envuelto en un sudario funerario, y es un icono de tela de tamaño natural del cuerpo de Cristo. El servicio termina con la esperanza de la Resurrección:

El ángel se detuvo junto al sepulcro y habló a las mujeres que llevaban especias: "La mirra es propia de los muertos, pero Cristo se ha mostrado ajeno a la corrupción.

A continuación, el sacerdote puede pronunciar una homilía y todos se acercan a venerar el epitafio. En la práctica de los eslavos, al final de las Vísperas, se sirven inmediatamente las Completas, con un especial Canon de la Crucifixión de Nuestro Señor y la Lamentación de la Santísima Theotokos por Symeon el Logoteo.

### Maitines del Sábado Santo y Sábado Grande

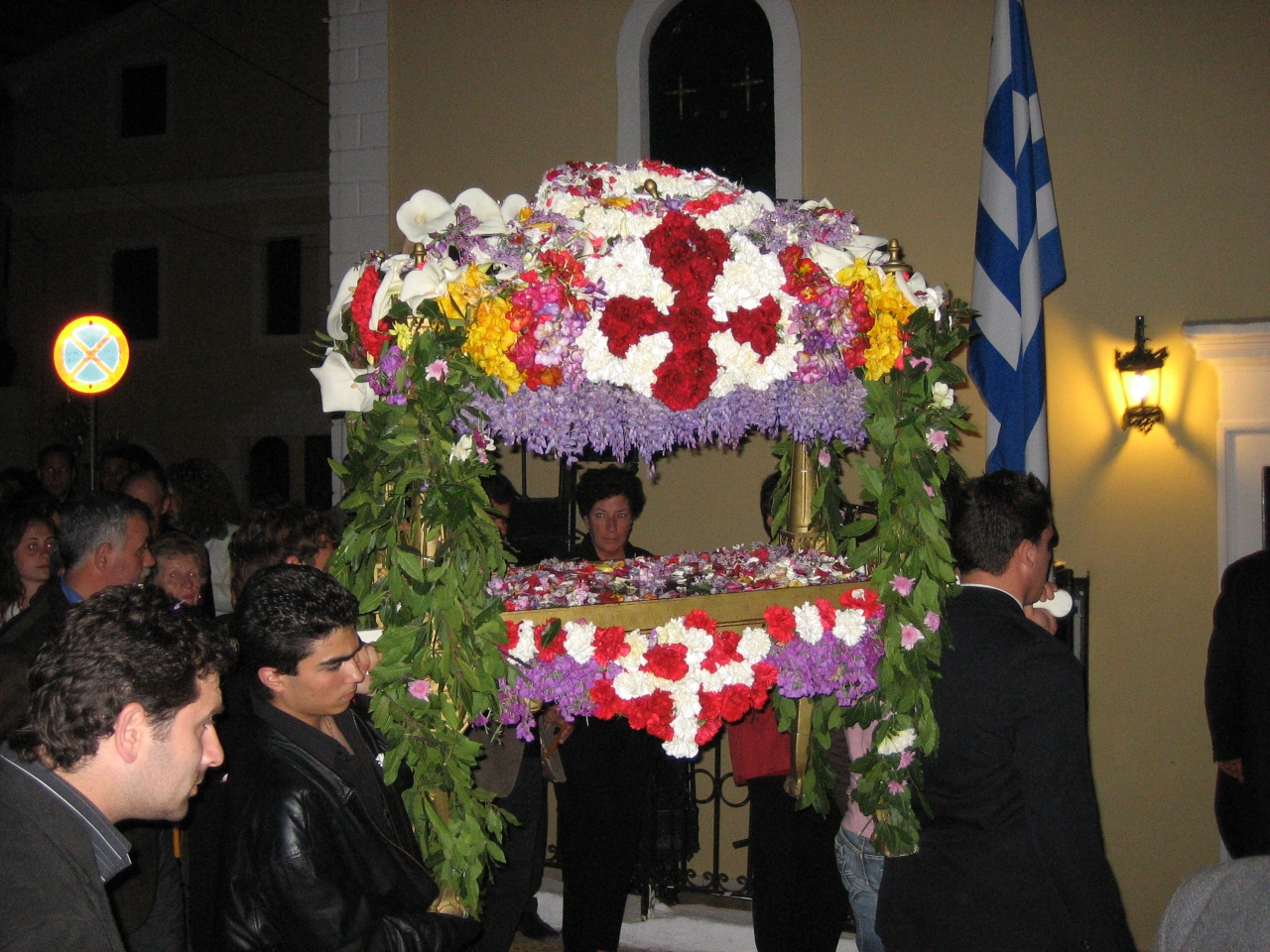
El Epitaphios siendo llevado en procesión en una iglesia en Grecia

.El viernes por la noche, los Maitines del Sábado Santo y Gran Sábado, se celebra un servicio único conocido como La Lamentación ante el Sepulcro  (Epitáphios Thrēnos). Este servicio también se denomina a veces Maitines de Jerusalén. Gran parte del servicio tiene lugar alrededor de la tumba de Cristo en el centro de la nave.

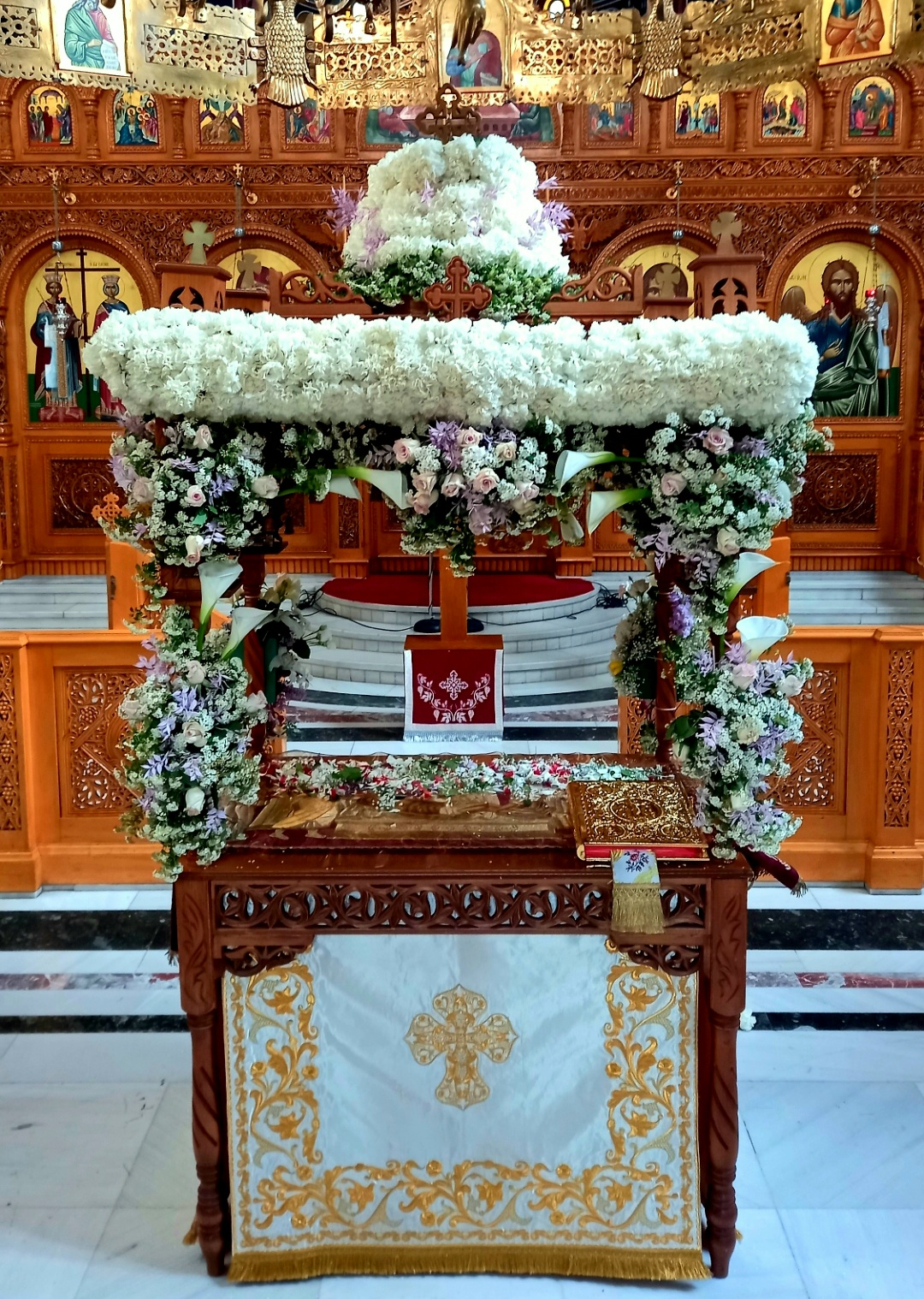
Epitafios adornados para la veneración, Iglesia de los Santos Constantino y Elena, Plaza del Hipodromion, Tesalónica, Grecia.

Una característica única del servicio es el canto de las Lamentaciones o Alabanzas (Enkōmia), que consisten en versos cantados por el clero intercalados entre los versos del Salmo 119 (que es, con mucho, el salmo más largo de la Biblia). Los Enkōmia son los himnos más queridos de la himnografía bizantina, ya que tanto su poesía como su música se adaptan de forma única entre sí y al espíritu de la época.
Constan de 185 tercetos de antífonas dispuestas en tres partes (stáseis o "paradas"), que se intercalan con los versos del Salmo 119, y nueve breves doxastiká ("Gloriae") y Theotókia (invocaciones a la Virgen María). Las tres stáseis tienen cada una su propia música, y se conocen comúnmente por sus antífonas iniciales: Ἡ ζωὴ ἐν τάφῳ, "La vida en la tumba", Ἄξιον ἐστί, "Digna es", y Αἱ γενεαὶ πᾶσαι, "Todas las generaciones". Musicalmente pueden clasificarse como estróficas, con 75, 62 y 48 tercetos estrofas cada una, respectivamente.
El clímax de la Enkōmia llega durante la tercera stásis, con la antífona "Ω γλυκύ μου ἔαρ", un lamento de la Virgen por su Niño muerto ("Oh, mi dulce primavera, mi dulcísimo niño, ¿dónde se ha ido tu belleza?"). Más tarde, durante una antífona diferente de esa stasis ("Temprano por la mañana los portadores de mirra vinieron a Ti y rociaron mirra sobre Tu tumba"), las jóvenes de la parroquia depositan flores sobre el Epitaphios y el sacerdote lo rocía con agua de rosas. Se desconoce el autor o autores y la fecha de los Enkōmia. Su estilo lingüístico alto ático sugiere una datación en torno al siglo VI, posiblemente anterior a la época de San Romano el Méloda.
.

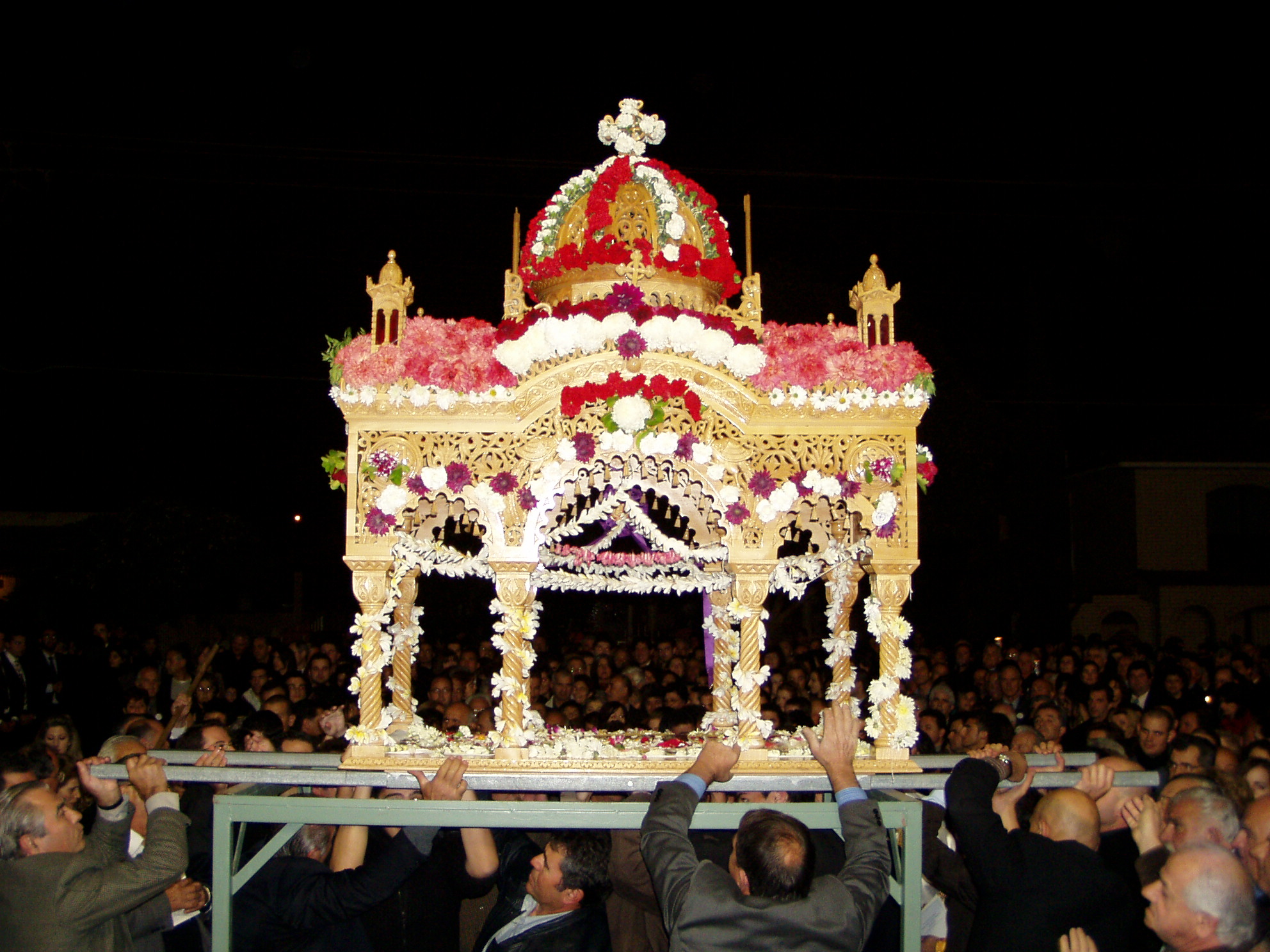
El Epitafio montado al regreso de la procesión, en una iglesia ortodoxa de Adelaida, Australia

Las Evlogitarias (Bendiciones) de la Resurrección se cantan como el domingo, ya que se refieren a la conversación entre los portadores de mirra y el ángel en el sepulcro, seguida de kathismata sobre la sepultura de Cristo. Inmediatamente después se lee el Salmo 50 (51), seguido de un canon muy querido, escrito por Marcos el Monje, Obispo de Hidro y Kosmas de la Ciudad Santa, con irmoi de Kassiani la Monja. El punto culminante de este cántico tan apreciado es la Oda 9, que adopta la forma de un diálogo entre Cristo y la Theotokos, en el que Cristo promete a su Madre la esperanza de la Resurrección. Este Canon se cantará de nuevo la noche siguiente en el Oficio de Medianoche.
Sigue Laudes, y sus stichera toman la forma de un lamento fúnebre, conservando siempre la esperanza de la Resurrección. El doxasticon relaciona el descanso de Cristo en el sepulcro con su descanso en el séptimo día de la creación, y el theotokion ("Bendita eres, oh Virgen Theotokos...") es el mismo que se utiliza los domingos.
Al final de la Gran Doxología, mientras se canta el Trisagio, el epitafio se lleva en procesión por el exterior de la iglesia, y luego se devuelve a la tumba. En algunas iglesias se mantiene el epitafio en la puerta, a la altura de la cintura, para que los fieles se inclinen ante él al entrar en la iglesia, simbolizando así su entrada en la muerte y resurrección de Cristo. El epitafio permanecerá en la tumba hasta la misa pascual del domingo por la mañana. En algunas iglesias, el epitafio nunca se deja solo, sino que está acompañado las 24 horas del día por un lector que canta el Salterio.
Cuando la procesión ha regresado a la iglesia, se lee un troparion, similar a los que se leen en la Sexta Hora durante toda la Cuaresma, centrado en el propósito de la sepultura de Cristo. A continuación se rezan una serie de prokimenas y lecturas:
- El primer prokimenon es del Salmo 43 (44): 'Levántate, Señor, y ayúdanos; y líbranos por amor de tu Nombre'.
- Ezequiel 37:1-14 - Dios dice a Ezequiel que ordene a los huesos que vuelvan a la vida.
- El segundo prokimenon es del Salmo 9 (9-10), y se basa en los versos que se cantan los domingos en la kathismata y en Laudes: "Levántate, Señor, Dios mío, alza tu mano; no olvides para siempre a tus pobres".
- 1 Corintios 5:6-8; Gálatas 3:13-14 - San Pablo celebra la Pasión de Cristo y explica su papel en la vida de los cristianos gentiles.
- Los versículos del Aleluya son del Salmo 67 (68), y se basan en los versículos pascuales: 'Levántese Dios, y sean dispersados sus enemigos'.
- Mateo 27:62-66 - Los fariseos piden a Pilato que ponga vigilancia en el sepulcro.

Al final de la misa, se canta un himno final mientras los fieles se acercan a venerar el Epitafio.

## Protestantismo

### Anglicanismo
El Libro de Oración Común de 1662 no ha indicado un rito particular a celebrarse el Viernes Santo, pero la costumbre local creó una variedad de servicios, incluidas las Siete Últimas Palabras de Jesucristo en la Cruz y un servicio de tres horas que consiste en maitines, comunión (mediante el Sacramento reservado en las parroquias de la iglesia alta) y Vísperas. En los últimos tiempos las versiones revisadas del Libro de Oración y de Adoración Común han vuelto a introducir ritos de observancia del Viernes Santo anteriores a la Reforma, que corresponden a los de la Iglesia católica, con especial aceptación a los ritos que se había observado en la Iglesia de Inglaterra antes de la reforma anglicana, incluyendo el Vía Crucis.

### Luteranismo
Hasta el siglo XX, el Viernes Santo fue la fiesta más importante para el Luteranismo, donde primaba la abstención de realizar obras mundanas. Durante ese tiempo, el luteranismo no hacía ninguna restricción a la celebración de la Eucaristía durante esta fecha; por el contrario, se consideraba un día ideal para ello, y los servicios religiosos se acompañaban a menudo con música acorde a la fecha, como la Pasión según San Mateo, compuesta por el músico luterano Johann Sebastian Bach.
A mediados del siglo XX la práctica litúrgica luterana empezó a dejar de celebrar la Eucaristía el Viernes Santo y, actualmente, en la mayoría de las iglesias de esta denominación la Eucaristía se celebra especialmente durante el Jueves Santo. Más recientemente, la práctica litúrgica luterana ha retomado el Viernes Santo como parte de la extensión más amplia de los tres días grandes: Jueves Santo, Viernes Santo y la Vigilia de Pascua. Los tres días siguen siendo una liturgia que celebra la muerte y resurrección de Jesús. Como parte de la liturgia de los tres días, los luteranos generalmente ayunan de la Eucaristía el Viernes Santo. Más bien, se celebra en recuerdo de la Última Cena el Jueves Santo y en la Vigilia de Pascua. Una práctica entre las iglesias luteranas es celebrar un servicio de Oficio de tinieblas el Viernes Santo, típicamente realizado a la luz de las velas y que consiste en una colección de relatos de la pasión de los cuatro evangelios. Si bien se llama "Oficio de tinieblas", tiene poca semejanza con el rito monástico católico del mismo nombre actualmente suprimido.
La liturgia del Viernes Santo designada en Adoración evangélica luterana, el libro de adoración de la Iglesia evangélica luterana en América, especifica una liturgia similar a la liturgia católica romana revisada. Un rito para la adoración de Cristo crucificado incluye el canto opcional de los Reproches Solemnes en una traducción actualizada y revisada que elimina algunos de los matices antijudíos de las versiones anteriores. Muchas iglesias luteranas tienen servicios de Viernes Santo, como la Agonía de las Tres Horas centrada en el recuerdo de las "Siete últimas palabras", dichos de Jesús reunidos de los cuatro evangelios, mientras que otras celebran una liturgia que pone énfasis en el triunfo de la cruz, y un singular relato bíblico de la narración de la Pasión del Evangelio de Juan.
Además de observar un ayuno cuaresmal general, muchos luteranos enfatizan la importancia del Viernes Santo como un día de ayuno dentro del calendario. Un manual para la disciplina de la Cuaresma recomienda la guía luterana de "ayunar el Miércoles de Ceniza y el Viernes Santo con una sola comida durante el día, generalmente sin carne".

### Iglesia Metodista
.
.

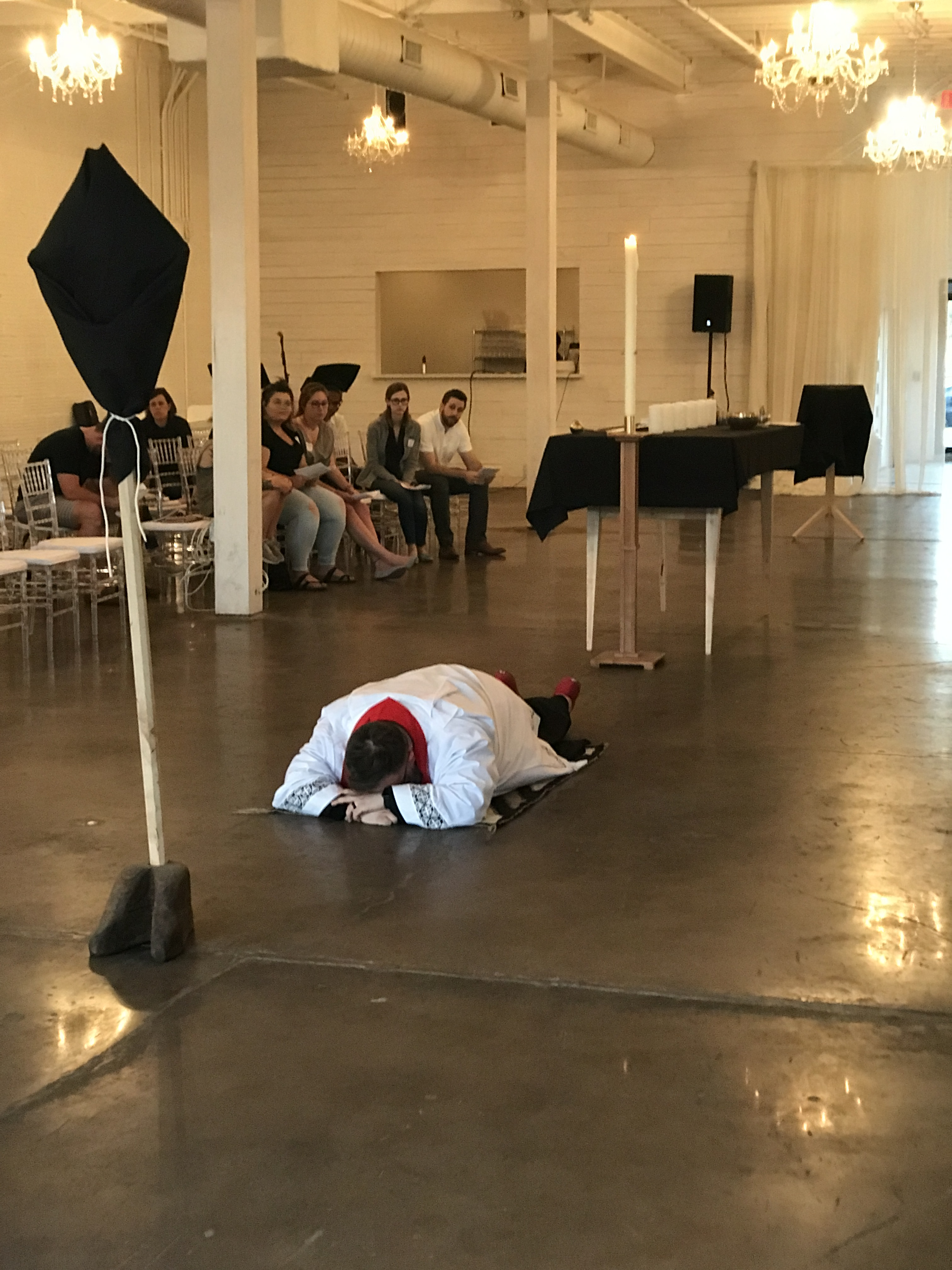
Un ministro metodista unido se postra al comienzo de la liturgia del Viernes Santo en la Iglesia de la Sagrada Familia, de acuerdo con las rúbricas del Libro de Culto. La cruz procesional está velada de negro, el color litúrgico asociado al Viernes Santo en las iglesias metodistas

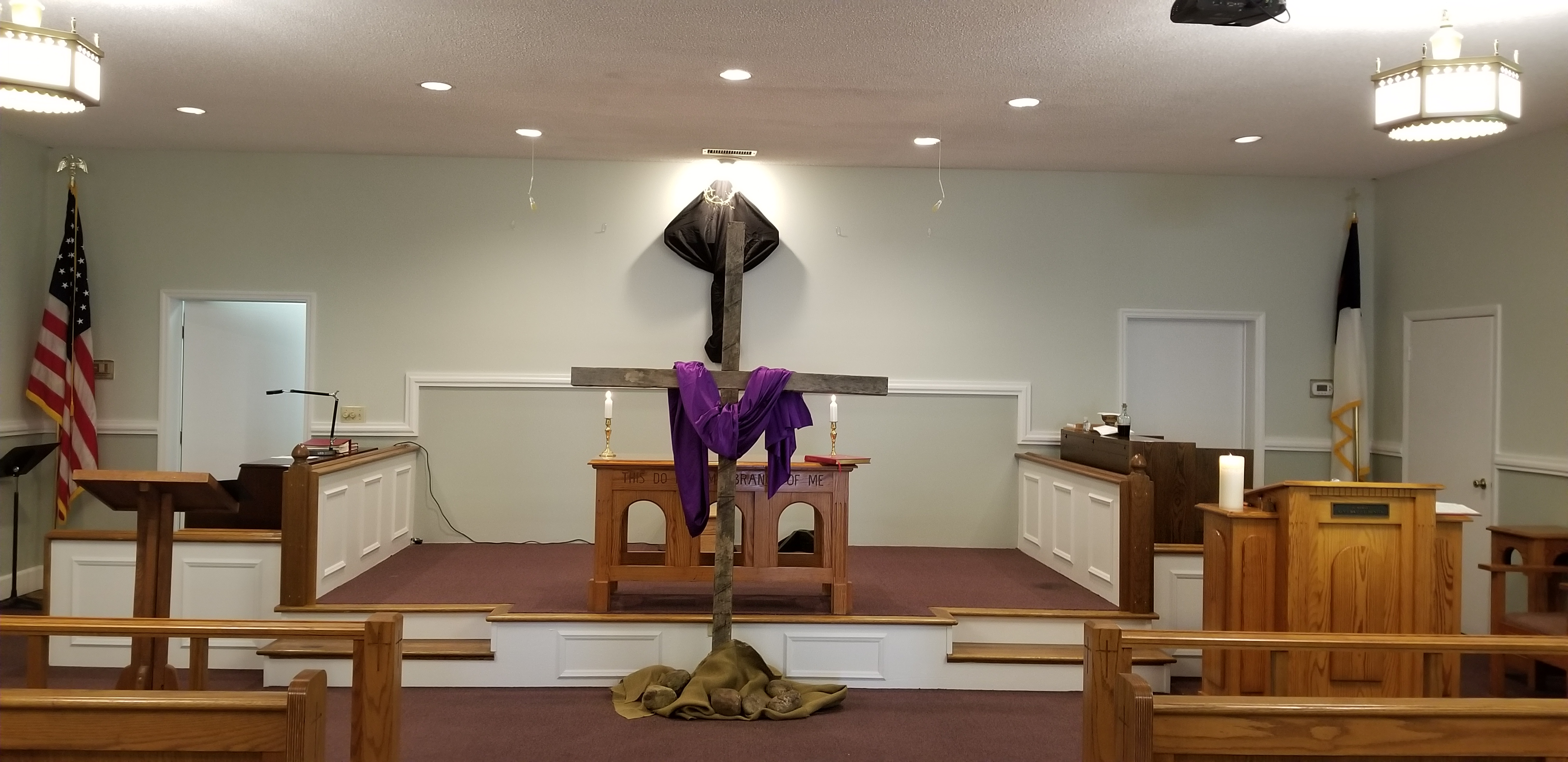
Altar y cruz velados en una iglesia metodista el Jueves Santo en preparación para el Viernes Santo

Algunas Denominaciones Metodistas conmemoran el Viernes Santo con ayuno,, así como un «servicio de adoración» basado en las Siete Últimas Palabras de la Cruz; esta liturgia se conoce como Devoción de las Tres Horas, ya que comienza a mediodía y concluye a las tres de la tarde, siendo esta última la hora en que Jesús murió en la cruz.
El Jueves Santo, el altar y la cruz suelen velarse de negro para el Viernes Santo, ya que el negro es el color litúrgico del Viernes Santo en la Iglesia Metodista Unida. Una cruz de madera puede colocarse delante del coro desnudo.

### Iglesia morava
Los moravos celebran una Fiesta del Amor el Viernes Santo, ya que reciben la Sagrada Comunión el Jueves Santo.
Los comulgantes de la Iglesia Morava practican la tradición del Viernes Santo de limpiar lápidas en los cementerios moravos.

### Iglesias reformadas
En la tradición Reformada, el Viernes Santo es una de las fiesta evangélicas y por lo tanto se observa ampliamente con servicio de la iglesia, que cuentan con los Reproches Solemnes en el patrón de Salmo 78, hacia el final de la liturgia.

### Otras tradiciones cristianas
Muchas iglesias protestantes celebran un servicio interdenominacional  con Cena del Señor. 

### Otras denominaciones
Muchas comunidades protestantes tienen servicios especiales en este día también. La Iglesia de Moravia celebra una Fiesta del Amor el Viernes Santo, al tiempo que reciben la Santa Comunión el Jueves Santo. La Iglesia Metodista conmemora el Viernes Santo con un servicio de adoración, a menudo sobre la base de las Siete Últimas Palabras de la Cruz. Algunas iglesias bautistas y pentecostales también.
Muchas iglesias protestantes celebran un servicio interdenominacional con comunión.

### Testigos de Jehová
Los Testigos de Jehová recuerdan la "Cena del Señor" o la "Conmemoración", como ellos la denominan, el día que corresponda al 14 de Nisán en el calendario judío, fecha en que lo hizo Jesús. Esta conmemoración se conoce como El Memorial de la Muerte de Cristo.

## Referencia cultural
El Viernes Santo adquiere una importancia particular en la trama del drama musical Parsifal, de Richard Wagner, que contiene un interludio orquestal conocido como "La música del Viernes Santo".

## Conmemoración en Miércoles Santo
Algunas congregaciones bautistas, la Iglesia de Dios de Filadelfia, y algunas iglesias no denominacionales se oponen a la observancia del Viernes Santo, considerándola como una tradición católica, y en su lugar observan la crucifixión de Jesús el Miércoles Santo para coincidir con el sacrificio judío del cordero pascual (que muchos cristianos creen que es una referencia del Antiguo Testamento a Jesucristo). Una crucifixión de Jesús en miércoles le permite estar en la tumba ("corazón de la tierra") durante tres días y tres noches como les dijo a los fariseos que estaría (Mateo 12:40), en lugar de dos noches y un día (por conteo inclusivo, como era norma en ese momento) si hubiera muerto en viernes.

## Costumbres asociadas

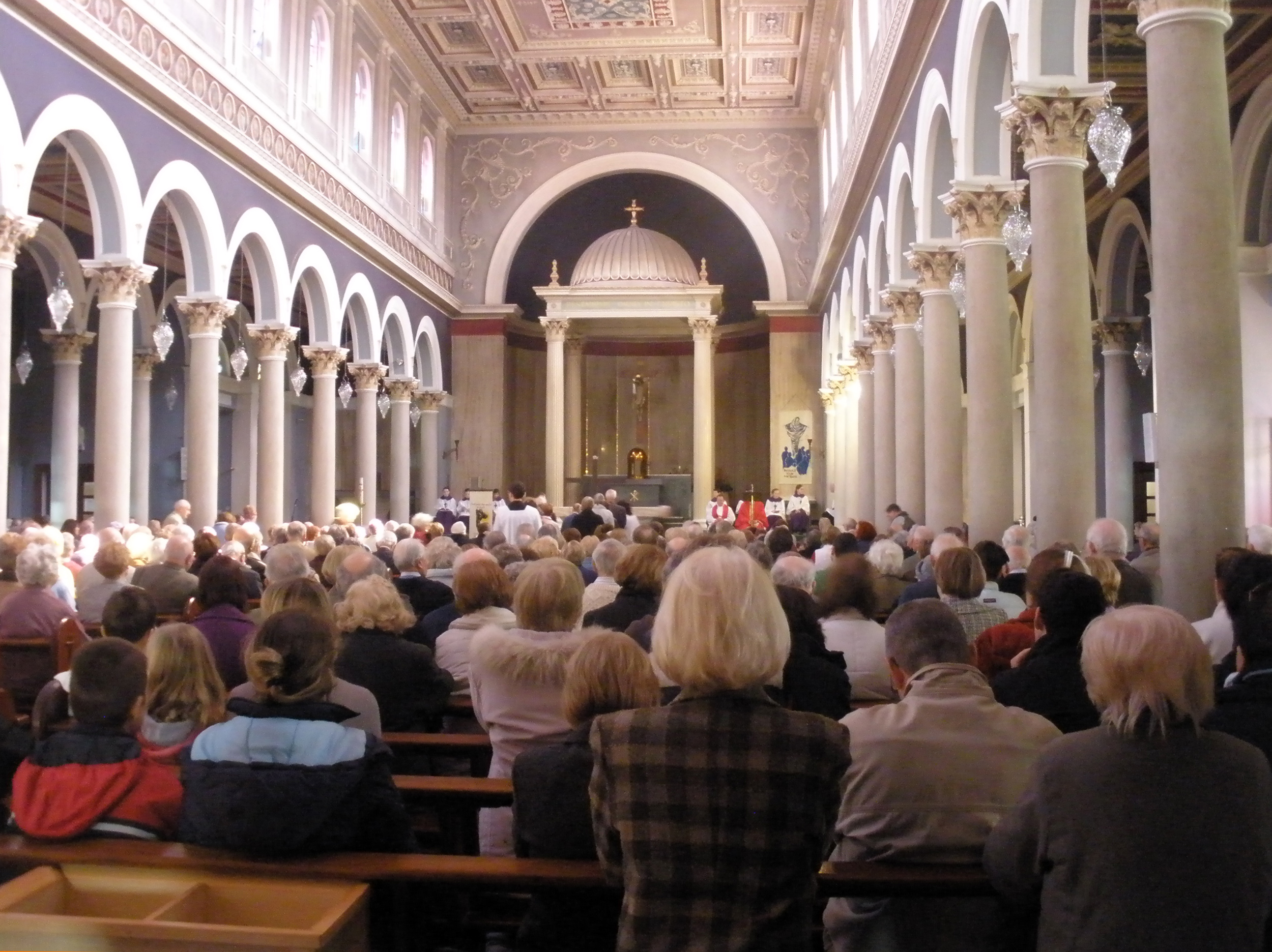
Servicio de Viernes Santo en una iglesia católica, Irlanda

En muchos países y territorios de fuerte tradición cristiana, como Alemania, Australia, Bermudas, Brasil, Canadá, los países del Caribe, Chile, Colombia, Costa Rica, Ecuador, los países escandinavos, España, Filipinas, Finlandia, Hungría, Malta, México, Nueva Zelanda, Perú, Portugal, Reino Unido, Singapur, Suiza y Venezuela, el día se observa como un fiesta pública o federal. En Estados Unidos, 13 estados celebran el Viernes Santo como fiesta estatal: Carolina del Norte, Connecticut, Dakota del Norte, Delaware, Florida, Hawái, Indiana, Kentucky (medio día), Luisiana, Nueva Jersey, Puerto Rico, Tennessee y Texas. Una costumbre asociada es la estricta observancia del Ayuno Negro hasta las 15:00 o 18:00 horas, en el que sólo se puede consumir agua o se restringe el reparto de pan, hierbas y sal. San Ambrosio, San Juan Crisóstomo y San Basilio dan fe de esta práctica.
Las procesiones del día, los himnos "Crux fidelis" de Rey Juan de Portugal, y Eberlin's "Tenebrae factae sunt", seguido de "Vexilla Regis" se canta, traducido del latín como los estandartes del Rey avanzan, y luego sigue una ceremonia que no es una verdadera misa, se llama la "Misa de los Presantificados". Esta costumbre se respeta también renunciando a la Misa, esto es para hacer caso a la solemnidad del Sacrificio del Calvario. Aquí es donde la hostia del día anterior es colocada en el altar, incensada, elevada "para que pueda ser vista por el pueblo" y consumida. Alemania y algunos otros países tienen leyes que prohíben ciertos actos, como el baile y las carreras de caballos, que se consideran una profanación de la naturaleza solemne del día.

### Alemania
En Alemania, el Viernes Santo se conoce como Karfreitag (kara significa "dolor" en alto alemán antiguo); es un Stiller Feiertag (festividad silenciosa), y existen normas estrictas que prohíben las actividades consideradas irrespetuosas para los cristianos. Las normas varían entre los dieciséis estados federados, pero a menudo prohíben bailar y el uso de aparatos ruidosos como cortacéspedes y sopladores de hojas. Las discotecas están cerradas y la proyección de películas en cines está restringida.
Últimamente, los entusiastas de los coches, incluyendo a aquellos de otros países que visitan Alemania, han llamado informalmente a esta festividad Carfreitag, ya que tunean coches ilegalmente y organizan carreras ilegales en la vía pública. La policía busca prevenir la tuneación no autorizada, las carreras ilegales, el ruido y la contaminación. Los infractores pueden ser multados y se les pueden quitar puntos en el carnet de conducir, y en algunos casos, perder el carnet y confiscar el coche.

### Australia
El Viernes Santo es festivo según las leyes estatales y territoriales en todos los estados y territorios de Australia. En general, los comercios de todos los estados australianos (pero no los de los dos territorios del Territorio del Norte y el Territorio de la Capital Australiana) están obligados a permanecer cerrados durante el Viernes Santo, aunque hay ciertos comercios a los que se les permite abrir y otros pueden solicitar exenciones. Todas las escuelas y universidades cierran el Viernes Santo en Australia, y el Viernes Santo cae dentro de las vacaciones escolares en la mayoría de los años en todos los estados y territorios excepto en el Territorio del Norte, aunque muchos estados ahora comienzan sus vacaciones escolares a principios de abril independientemente de la Pascua. En 2018, por ejemplo, cuando el Viernes Santo cayó el 30 de marzo, solo Queensland y Victoria tenían vacaciones escolares que coincidían con el Viernes Santo. La gran mayoría de los comercios cierran el Viernes Santo, aunque muchos negocios recreativos, como el Sydney Royal Easter Show, abren el Viernes Santo, ya que entre las familias no religiosas el Viernes Santo es un día popular para disfrutar de este tipo de actividades.

### Canadá

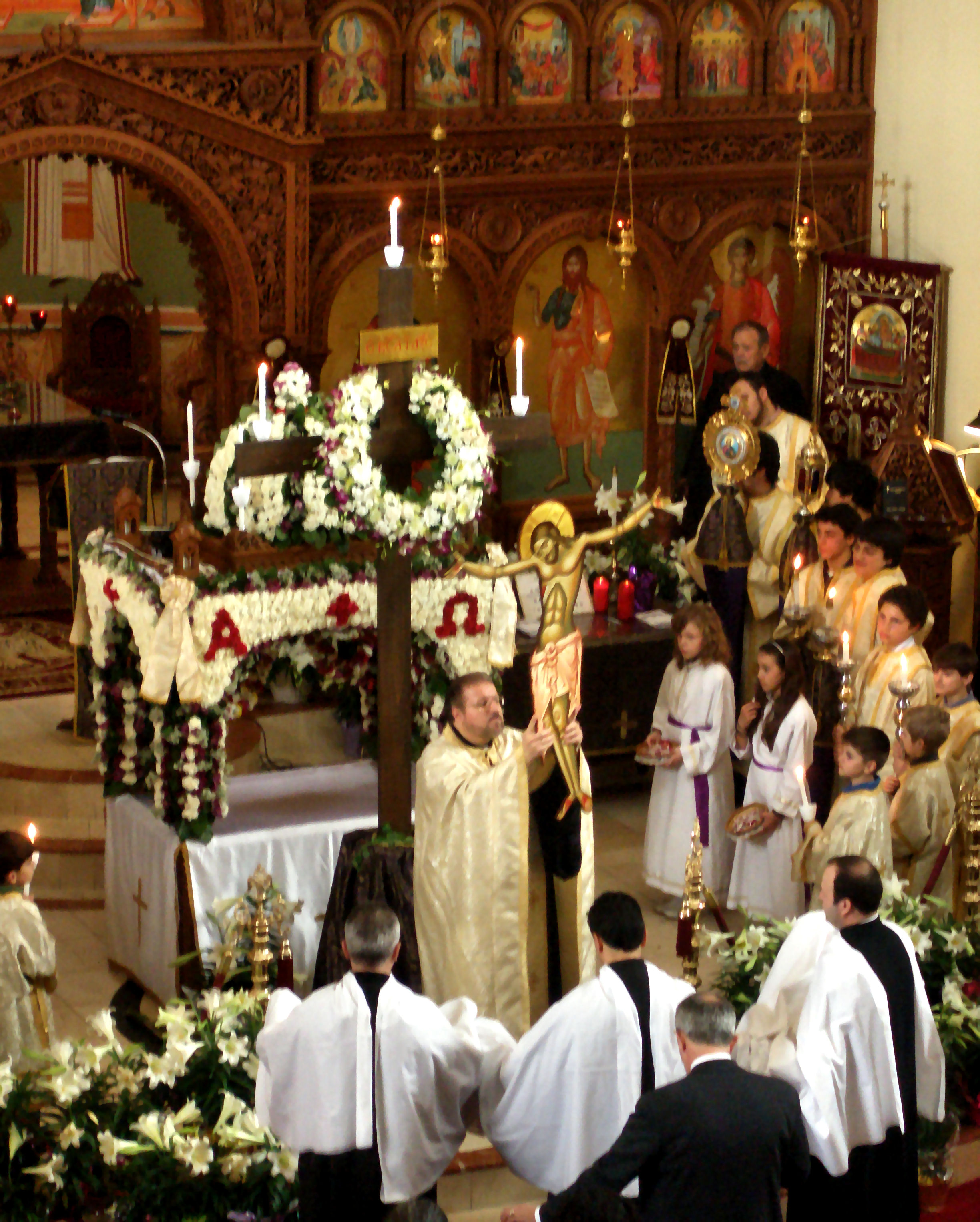
El descendimiento de la cruz, conmemorado en Vísperas del Viernes Santo y Grande, Catedral Ortodoxa Griega en Toronto, Canadá

En Canadá, el Viernes Santo es festivo oficial federal. En la provincia de Quebec, "los empleadores pueden optar por dar el día libre el Viernes Santo o el Lunes de Pascua". 

### Cuba
En un artículo publicado en línea por Alejandro Bermúdez en la Agencia Católica de Noticias el 31 de marzo de 2012, el presidente cubano Raúl Castro, junto con el Partido Comunista y sus asesores, decretó que el Viernes Santo de ese año sería feriado. Esta fue la respuesta de Castro a una solicitud personal que le hizo el papa Benedicto XVI durante su visita apostólica a la isla y a León, México, ese mismo mes. La medida siguió la pauta de pequeños avances en las relaciones de Cuba con el Vaticano, reflejando el éxito del papa Juan Pablo II al lograr que Fidel Castro declarara el día de Navidad como feriado. Tanto el Viernes Santo como la Navidad son ahora feriados anuales en Cuba.

### Filipinas
En Filipinas, un país predominantemente católico, el día se conmemora con procesiones callejeras, el Vía Crucis, el canto del Pasyón, las Siete Palabras y representaciones teatrales del Senákulo o la Pasión. Algunos devotos se autoflagelan e incluso se dejan crucificar como expresión de penitencia, a pesar de los riesgos para la salud y la firme desaprobación de la Iglesia católica.
En la provincia de Cebú y en muchas partes de las islas Bisayas, se suele comer binignit y biko como forma de ayuno.

### Hong Kong
En Hong Kong, el Viernes Santo fue designado como día festivo en la Ordenanza de Días Festivos de 1875. El Viernes Santo sigue siendo un día festivo después de la transferencia de soberanía del Reino Unido a China en 1997. Las oficinas gubernamentales, los bancos, las oficinas de correos y la mayoría de las oficinas están cerradas el Viernes Santo.

### Irlanda
En Irlanda, el Viernes Santo no es un día festivo oficial, pero la mayoría de los negocios no minoristas cierran ese día. Hasta 2018, era ilegal vender bebidas alcohólicas el Viernes Santo, con algunas excepciones, por lo que los pubs y las licorerías generalmente cerraban.[120] Entre los críticos de la prohibición se encontraban los sectores de la restauración y el turismo, pero las encuestas mostraron que la opinión pública en general estaba dividida al respecto. En Irlanda del Norte, una prohibición similar rige hasta las 17:00 del Viernes Santo.

### Malasia
Aunque Malasia es un país de mayoría musulmana, el Viernes Santo se declara festivo en los estados de Sabah y Sarawak, en Malasia Oriental, debido a la importante población indígena cristiana en ambos estados.

### Nueva Zelanda
En Nueva Zelanda, el Viernes Santo es un día festivo y es un día de cierre obligatorio de escuelas para todas las escuelas estatales e integradas de Nueva Zelanda. El Viernes Santo también es un día de comercio restringido en Nueva Zelanda, lo que significa que los comercios no exentos no pueden abrir ese día.

### Singapur
El Viernes Santo es día festivo en Singapur.